# 特急形車両
特急形車両（とっきゅうがたしゃりょう）とは特別急行列車（特急）の運用を目的とした鉄道車両のこと。座席車と寝台車の2種類がある。
日本国有鉄道（国鉄）・JRの車両区分の一種であり、「原則として固定編成で使用するもので空気調和装置を備え、高速運転に適した性能を有する車両形式のもの」が特急形車両である。
新性能電車および固定編成客車（新系列客車）、液体式気動車で採用された区分であり、旧型客車や新幹線車両には明確に分類されるものではない。ただ、広義の特急形車両には新幹線の旅客車両を含むこともある。
本項では、上記以外の特急列車への使用を目的とした車両も含めて解説する。

## 概要
21世紀初頭の現在の日本における各社の特別急行列車（特急）は、目的により2つに分けられる。1つは運行区間を最短時間で結ぶ高速列車であり、もう1つは観光路線などで快適な空間を提供する居住性を重要視した列車である。
元来特別急行列車とは、文字通り非常に「特別」な列車であった。日本での特別急行列車の英語表記は"Limited express"が用いられるが、これは限定された上流客が利用する急行列車的な意味合いが強い。1970年代頃からの特急列車の大衆化が始まる前は、廉価だが遅い普通列車よりも停車駅が削られ、サービス列車的な色合いが強かった準急行列車（準急列車）・普通列車よりも停車駅は少ないものの短距離を走行し追加料金不要とした快速列車・車内設備は普通列車や快速列車、準急列車と大差ないが、速達化された急行列車・さらに停車駅が削られ、車内設備も豪華な特急列車というように差別化されていた。特急列車は急行までとは違い、社会的にみても特別な地位にいなければ乗車できない存在だった。旧国鉄が運行させた最初の特別急行列車であった1・2列車は国際連絡列車を意図したことから、単なる車両の寄せ集めではなく、当時の新式車両により組成していた。編成は一等・二等車のみとし、展望車でもいわゆる「桃山式」と呼ばれる豪華な純和風の内装になっていたとされる。
但し、その後3・4列車では座席車を三等車のみで編成を組成し、戦後は「特ハ」と通称される特急用三等車を設計・製作したこともあることから、必ずしも豪華さのみが強調される訳ではなかった。
戦後しばらくは特急列車は特別な存在であり続けたが、1970年代に入ると「エル特急」や国鉄185系電車の登場など特急列車の大衆化が進行し、庶民が気軽に乗ることができるようになると前述のように「特急列車」は最速達列車と快適な空間を提供する豪華な列車とに分化した。前者は函館本線の「カムイ」や常磐線の「ひたち」・「ときわ」、北陸本線の「サンダーバード」などであり、後者は「北斗星」・「カシオペア」・「トワイライトエクスプレス」などの豪華寝台特急や九州旅客鉄道（JR九州）に多く存在する観光特急列車などである。特にJR九州の観光列車の場合、非常に速度が遅い列車もあり（『海幸山幸』や『はやとの風』など）、前者とはコンセプトが決定的に異なっている。
鉄道各社はこれらの要素を考慮し、それぞれ個性的な特急形車両を製造している。

## 特徴

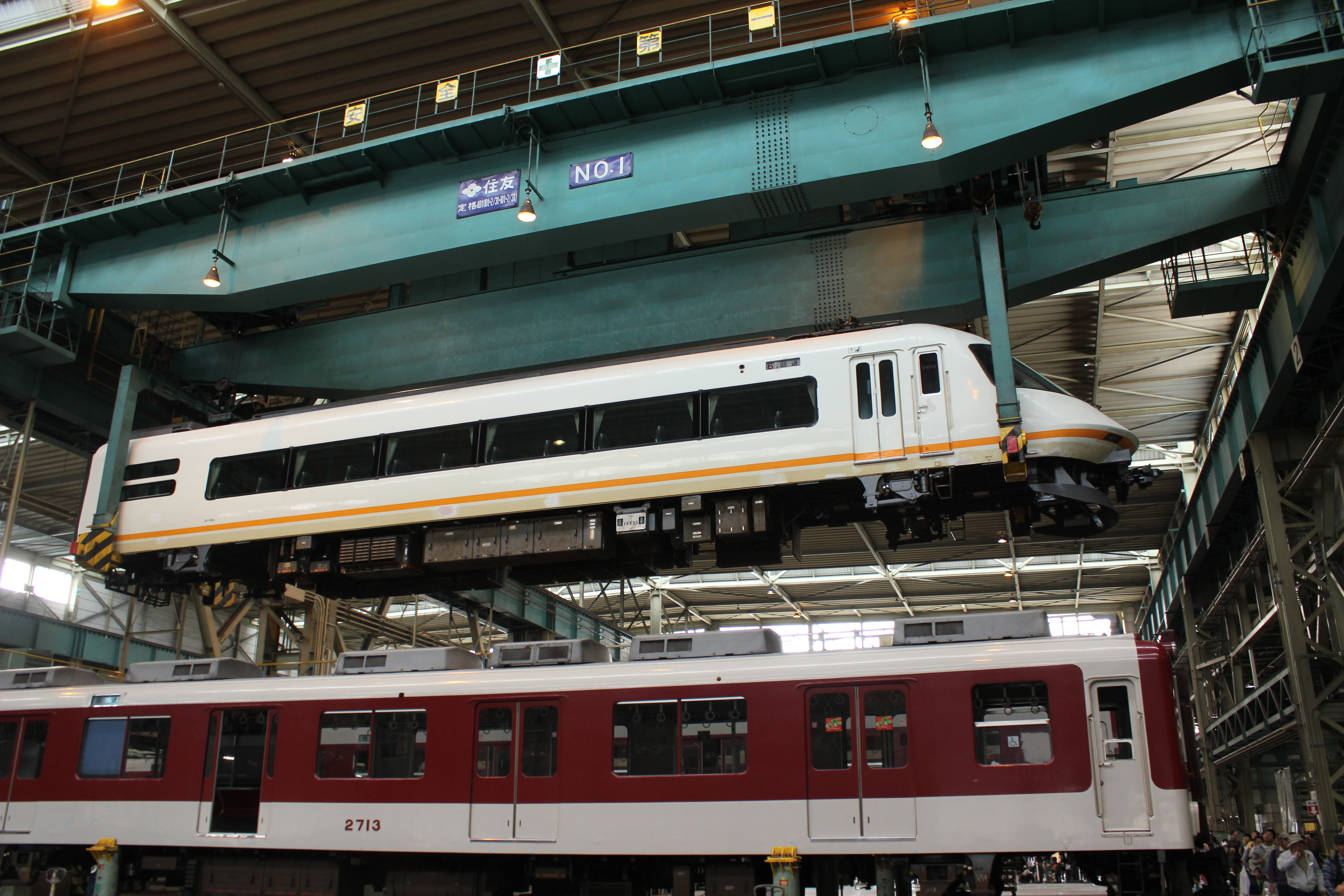
横から見た近畿日本鉄道における特急形車両（21000系）と通勤形車両（2610系）との対比。通勤形車両は扉が多く、多くの利用客が乗車することを前提としているに対し、特急形車両は扉が少なく、着席利用を前提としている（五位堂検修車庫にて撮影）

特別急行列車に専用で使用される車両には、一般の車両に比べ、その設計コンセプトに明らかな特徴が窺える。長距離、長時間の乗車が想定されるため、特に居住性の部分での改善がみられる。停車駅が少ないことを前提にして客用扉の数が少なく、デッキを設けて客室との分離をはかったものが多い。また、定員乗車を前提として台車のバネを十分に柔らかくして乗り心地を改善したり、キーストンプレートを用い、騒音の減少を図るなどの措置がとられている。空調設備を取り付け、さらに窓を固定式にすることにより、年間を通じて車内の温度を一定に保つといった措置も比較的早い時期から行われていた。
小田急電鉄の2300形電車は4両固定編成であったが、中間車両には客用扉の無い設計であった。東武鉄道の5700系においては、客用扉を車体端に持って行くなどの工夫が見られる。無料列車に使用されるものでは、阪急の6300系は特急運用が中心に設計され同じく客用扉が両端に寄っている。
また、高速でも安定した走行が出来るように、重心を低くとった物も多い。国鉄の151系電車においては、屋根上の高さが3350ミリと一般設計の3650ミリより30センチも低くなっていた。
しかし、1980年代以降ではこのような特徴は薄れ、アコモデーションの変更で用途を分けるようなものが目立ってきた。これは製造過程の効率化と標準化という観点からと思われるが、コストの削減も大きな要因である。

## 日本の国鉄・JRの特急形車両

### 歴史

#### 前史
特急列車には長らく客車が使用されていた。客車では三等車についてはその大部分がボックスシートで製造されているため、種別ごとに使用形式を限定せず、急行列車や普通列車はもとより、特急列車に使用されたこともあった。1921年に登場した28400系客車が特急用車両の嚆矢とされる。三等車に関しては2列一方向固定式（前向き）のクロスシートとされ、この概念はスハ33形・スハ44系にも受け継がれた。1934年には特急用の三等座席車であるオハ34形が登場したが、室内はボックスシートで他の三等車より座席の間隔を広げただけであり、必ずしも特急にふさわしい車両とは言えなかった。戦後になるとマイネ40形・マイネ41形・マシ35形・スロ54形・スハ44系などが登場し、登場間もない頃は特急列車で使用されたが、後継車両の増備や置き換えにつれて設備面や速達性などにおいて見劣りしたことから展望車を除いて後に急行列車にも使用され、明確な意味での特急専用車両とは言えず。実質上の特急用客車は展望車のみであった。

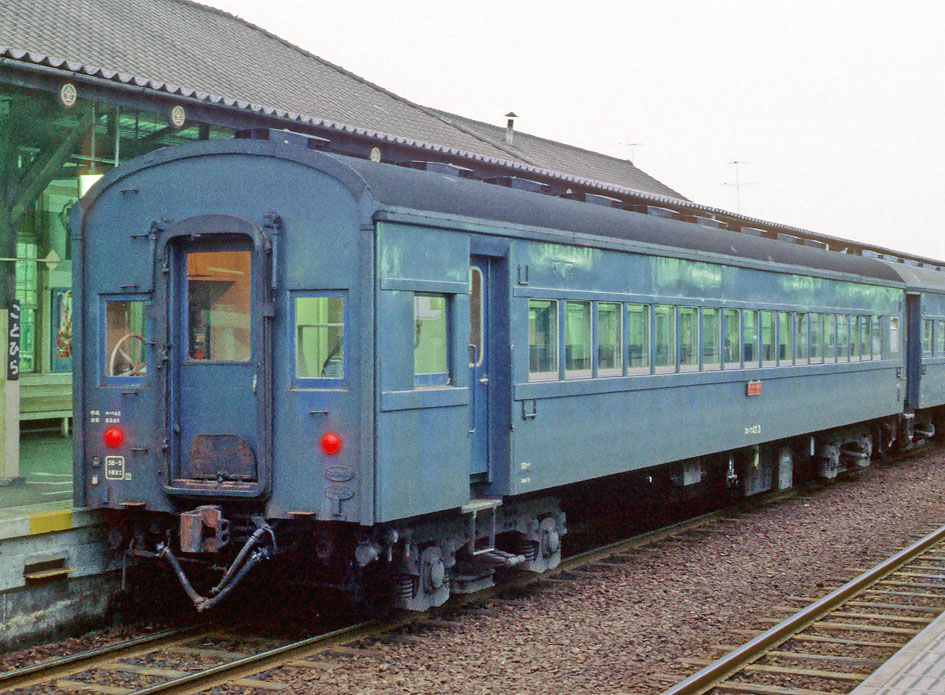
2列一方向固定式のクロスシートを装備するスハ44系
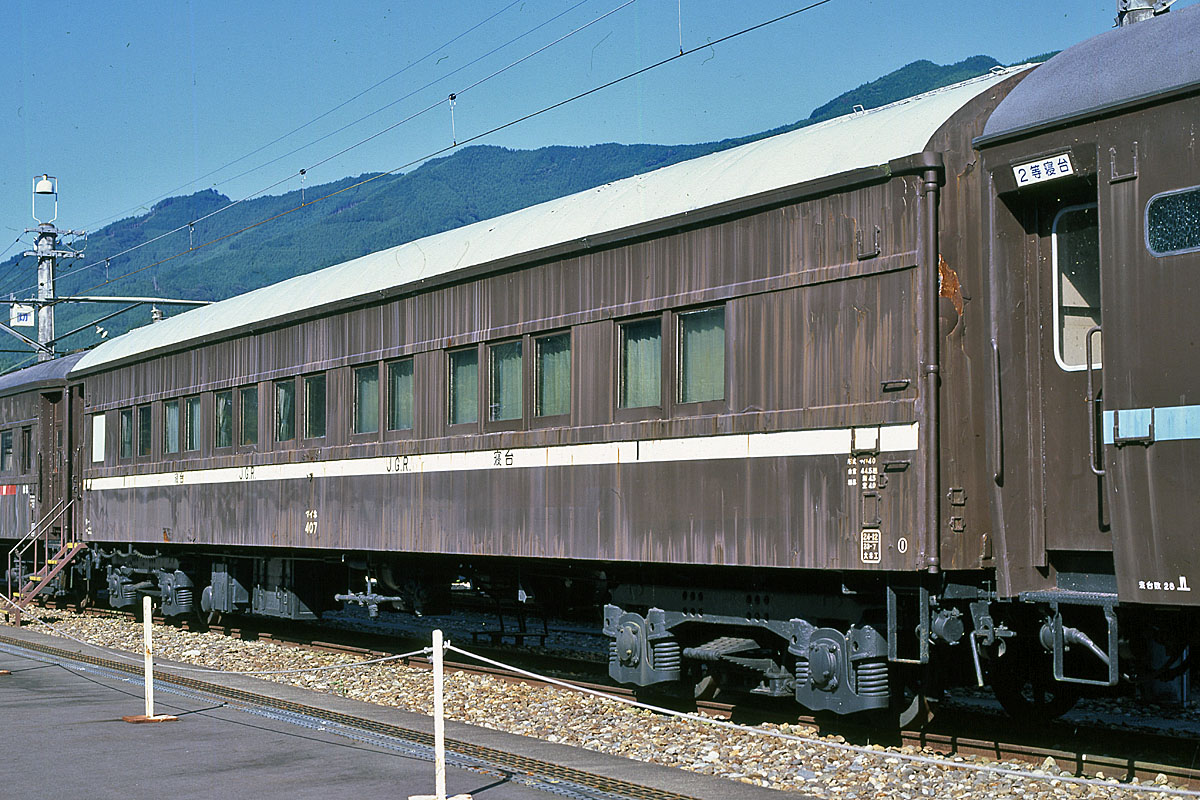
戦後に登場したマイネ40形

#### 特急形車両の登場
昭和30年代に入ると動力近代化計画が取り組まれるようになり、液体式気動車や新性能電車が実用化された。特急列車においては昼行列車には速達性の観点から動力分散方式が推進されたことから電車や気動車を導入し、夜行列車については静粛性の観点から動力集中方式を採用し、固定編成とした寝台客車を導入することが決定され、それまでの将来の急行以下の列車への格下げ使用を前提とした発想ではなく、特急形と呼ばれるあくまで特急専用として設計された車両が導入された。
電車では、先に述べたとおり151系電車が最初とされている。
国鉄では151系設計時から、特急設計の車両は重心を低くするために車体床面を一般車両より約20cm下げるなど、内装だけではなく、車体の構造自体がそれ以外の用途のものとは異なっていた。これは、当時の最新鋭車両であった小田急3000形「SE」など、座席指定制列車を運行する際に当てはまる設計上の思想といえる。
この151系の成功はのちに電化区間の拡張に伴い、後継車両である161系・181系電車や183系・189系電車、交流電化区間直通を前提とした481系・483系・485系電車に結実する。
客車では「軽量客車」といわれる10系客車の設計を元に、サービス電源を供給する電源車を要するが、居住性が高い固定編成を組むことを前提としていた20系客車が特急専用車の緒と言える。客車の場合は運用を特急列車に限定していない（理由は後述）。これには、座席車ではおもな使用先として想定される昼行列車については151系電車の成功により、電車・気動車による速達化とサービス設備の充実が可能となり、同時期に登場した20系およびそれ以降の客車は静粛性が求められる寝台車を中心とした夜行列車・寝台列車への利用へと転向したことがある。
気動車では、キハ80系気動車が最初とされている。気動車の場合、20系客車と151系電車の成功によるものが大きいとされ、その端緒であるキハ81系気動車では、同形電車の外観・内装・接客設備を元に設計された。しかし、電力の確保という点で発電機を積む制御車を製造したと言う点で国鉄形気動車でありながら、固定編成を組むという異例な形を採った。また、特急形気動車は急行形以下とは制御系統・制動装置などが異なっていたため、急行形以下の気動車との混結はできないという点でも他の気動車と区別されていた。
この発想は走行性能が電車並みに改善されたキハ181系気動車でも踏襲された。

日本初の特急型電車の151系
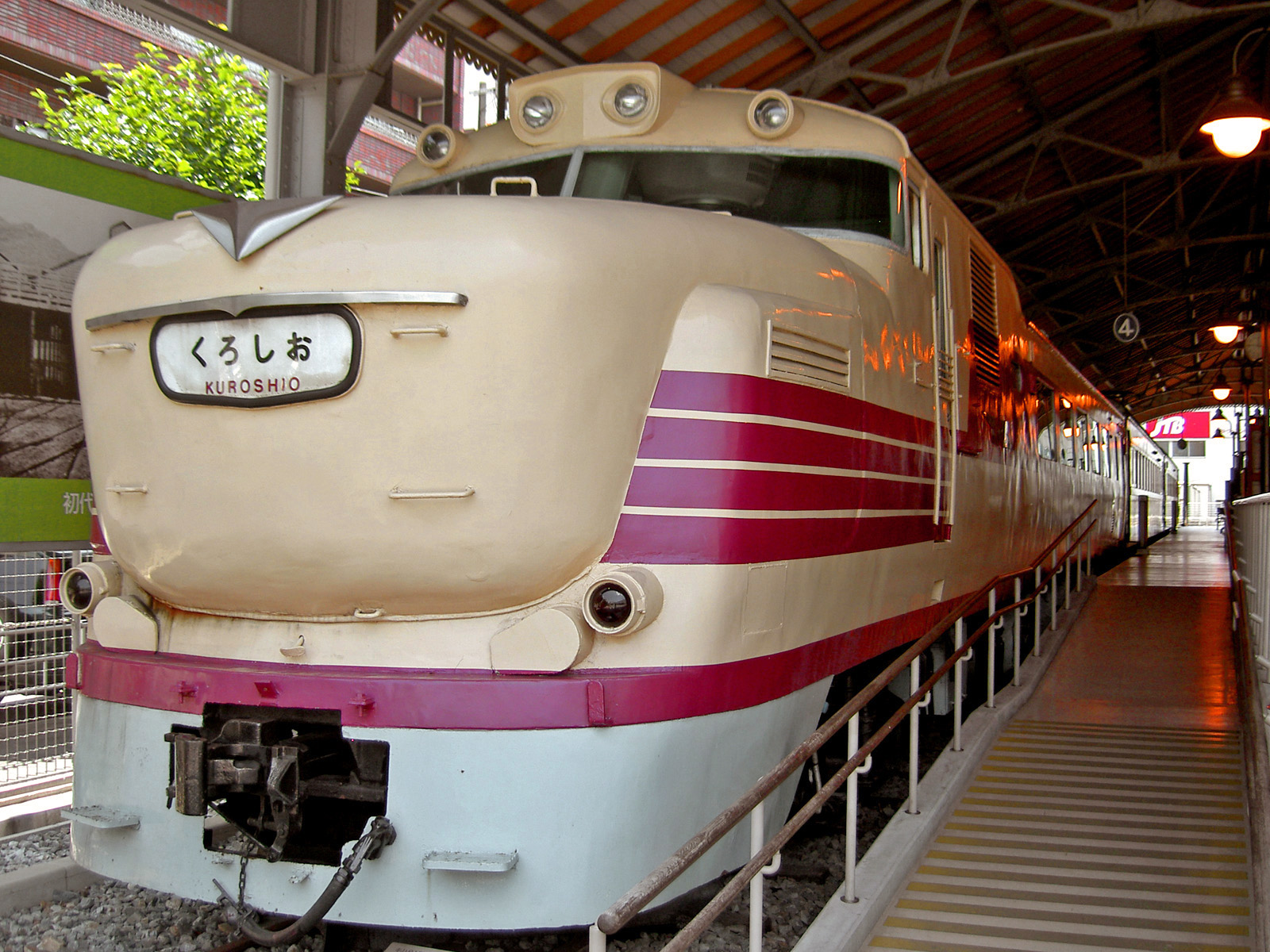
日本の気動車初の特急型となるキハ80系
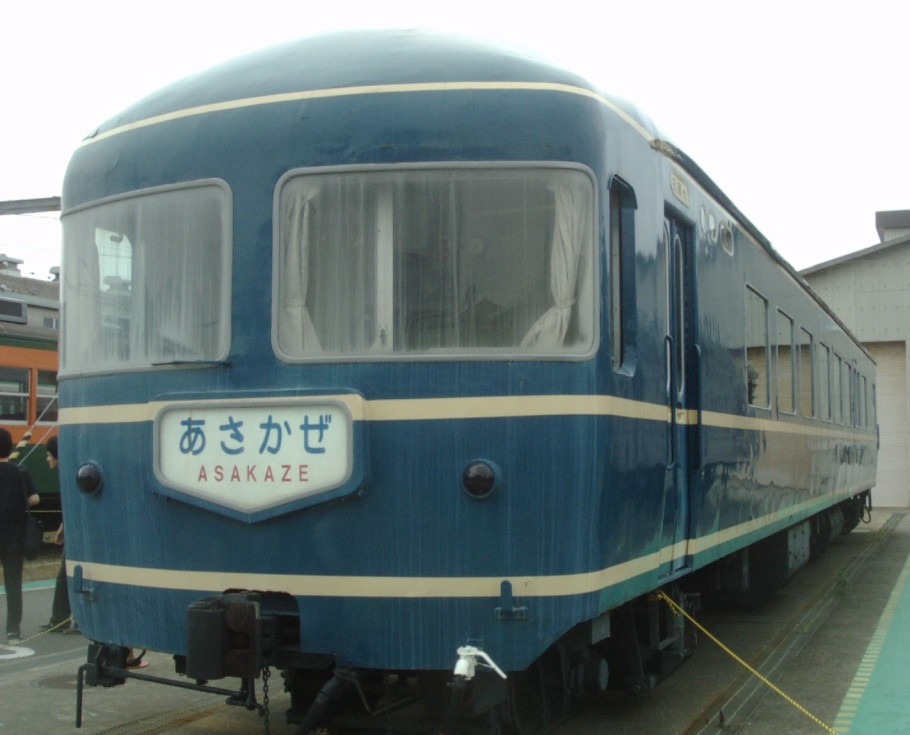
日本における特急型客車の先駆けとなった20系

#### 実態に合わせた変化
使用地域の輸送事情に適合させる例が登場した。電車では1966年に世界的に類がない夜行・昼行兼用寝台電車581系・583系電車が、1972年に曲線区間が多い路線での速達化を計るため、振り子式車両として381系電車が、1979年には北海道向けに781系電車が製造され、1980年には首都圏向けに間合い運用で普通列車への使用にも視野を入れ、転換クロスシートとした汎用特急形電車として185系電車が製造された。しかし、151系以降基本的な性能は、大幅に制御装置が異なる交流型電車である781系電車を除き、国鉄分割民営化直前まで変更がなかった。
気動車では北海道向けに導入されたキハ183系気動車は従前のシステムを踏襲したが、四国での急行形気動車の置き換えとしたキハ185系気動車では制御車が中心に製造され、また運用上最低2両編成での運用が可能なシステムを採るようになる。

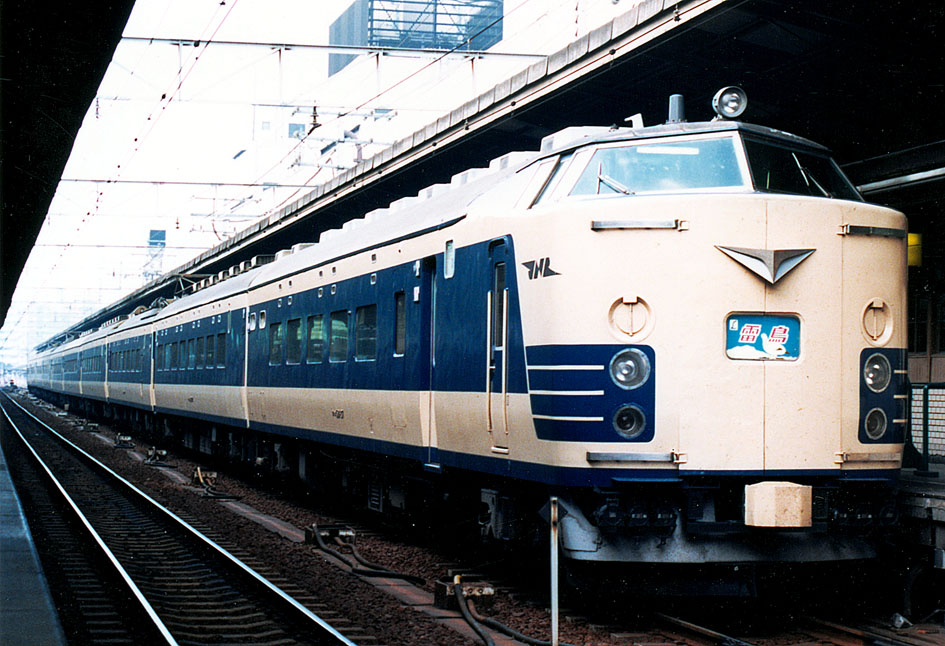
世界初の夜行・昼行兼用寝台電車となった581系
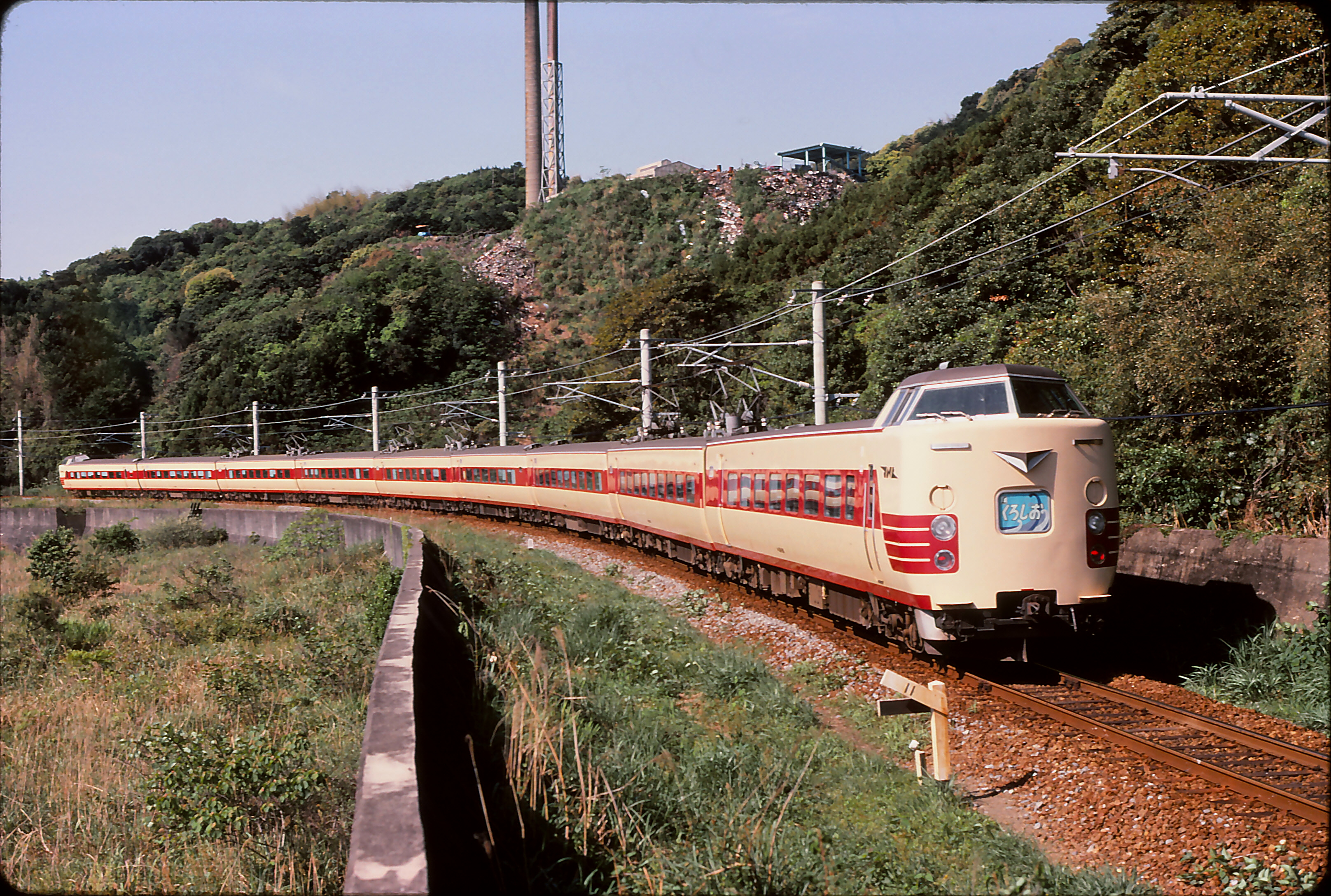
曲線区間に対応した、振り子式車両の381系
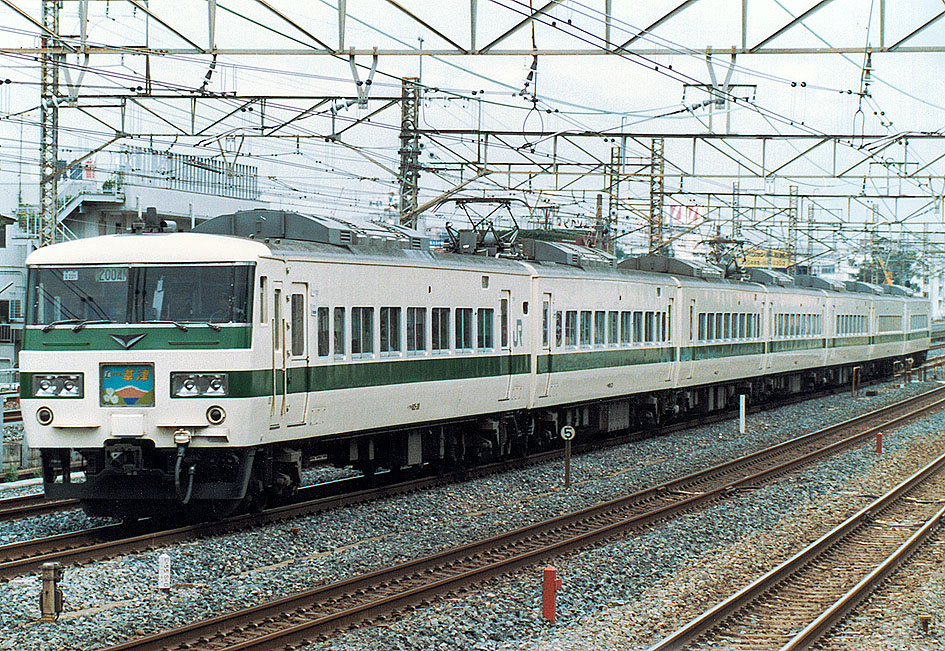
普通・特急の両運用に対応した185系

#### 分割民営化後
国鉄民営化以降大きな変化が見られるようになり、JR各社が特定の列車や線区への専用車両として開発することが増えた。また、高速化の動きも拡大した。グリーン車は2+1の3列配置が主流となったが、東日本旅客鉄道では255系電車以降の特急形車両はジョイフルトレインや「いなほ」用のE653系1000番台（クロE652形）、E261系電車を除き、また東海旅客鉄道でも383系電車以降の特急形車両は、定員確保の観点から再度国鉄時代のような2+2の配置となっている。
この他にも空港連絡特急用としてJR東日本では253系電車やE259系電車、西日本旅客鉄道（JR西日本）では281系電車や271系電車が導入された。
気動車では更なる高速化を図るために車体傾斜式が主流となる。四国旅客鉄道（JR四国）が2000系気動車の導入を皮切りに北海道旅客鉄道（JR北海道）ではキハ281系気動車・キハ283系気動車・キハ261系気動車が導入され、JR西日本ではキハ187系気動車が導入された。気動車は2013年現在では非電化区間を経由する昼行特急列車を運行していないJR東日本以外の5社が保有している。
客車では個人主義の広がりもあり、個室寝台に改造された車両が増加する。JR東日本ではE26系客車が導入された。
JR発足直後に導入された特急形車両は特定の列車ごとに設計されたが、1990年代半ば以降は設計を共通化し汎用的な使用を可能とする方針に転換がみられた。この種の車両ではJR北海道789系電車、JR東日本E257系電車、JR東海373系電車、JR西日本287系電車などが挙げられる。交直流電車ではJR発足後に導入した車両においては交流電化区間では50Hzもしくは60Hz専用となるが、JR東日本のE653系電車とE655系電車では50/60Hz両用となっている。

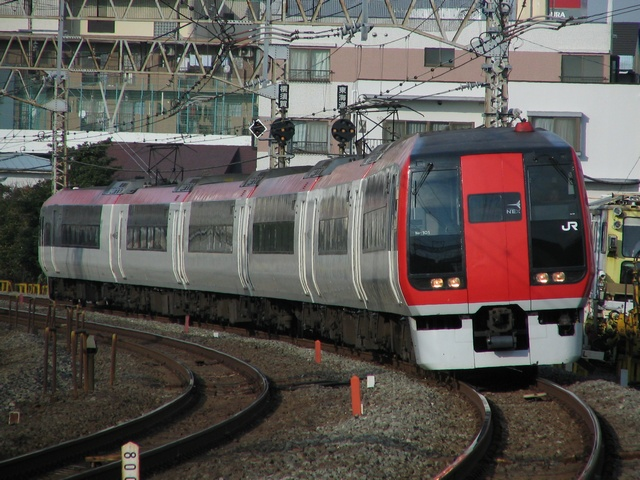
空港連絡に特化したJR東日本253系
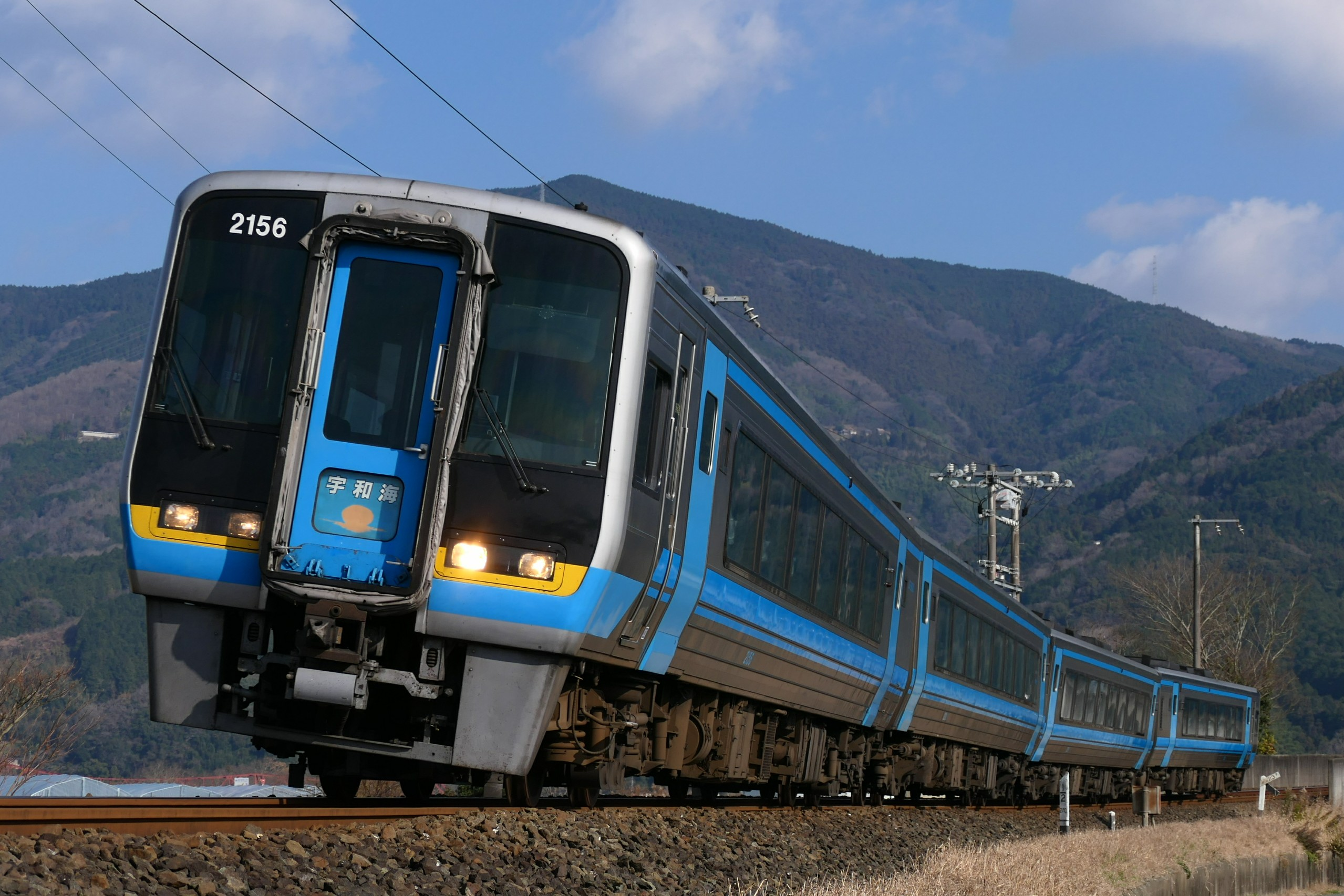
気動車における車体傾斜式の先駆けとなったJR四国2000系
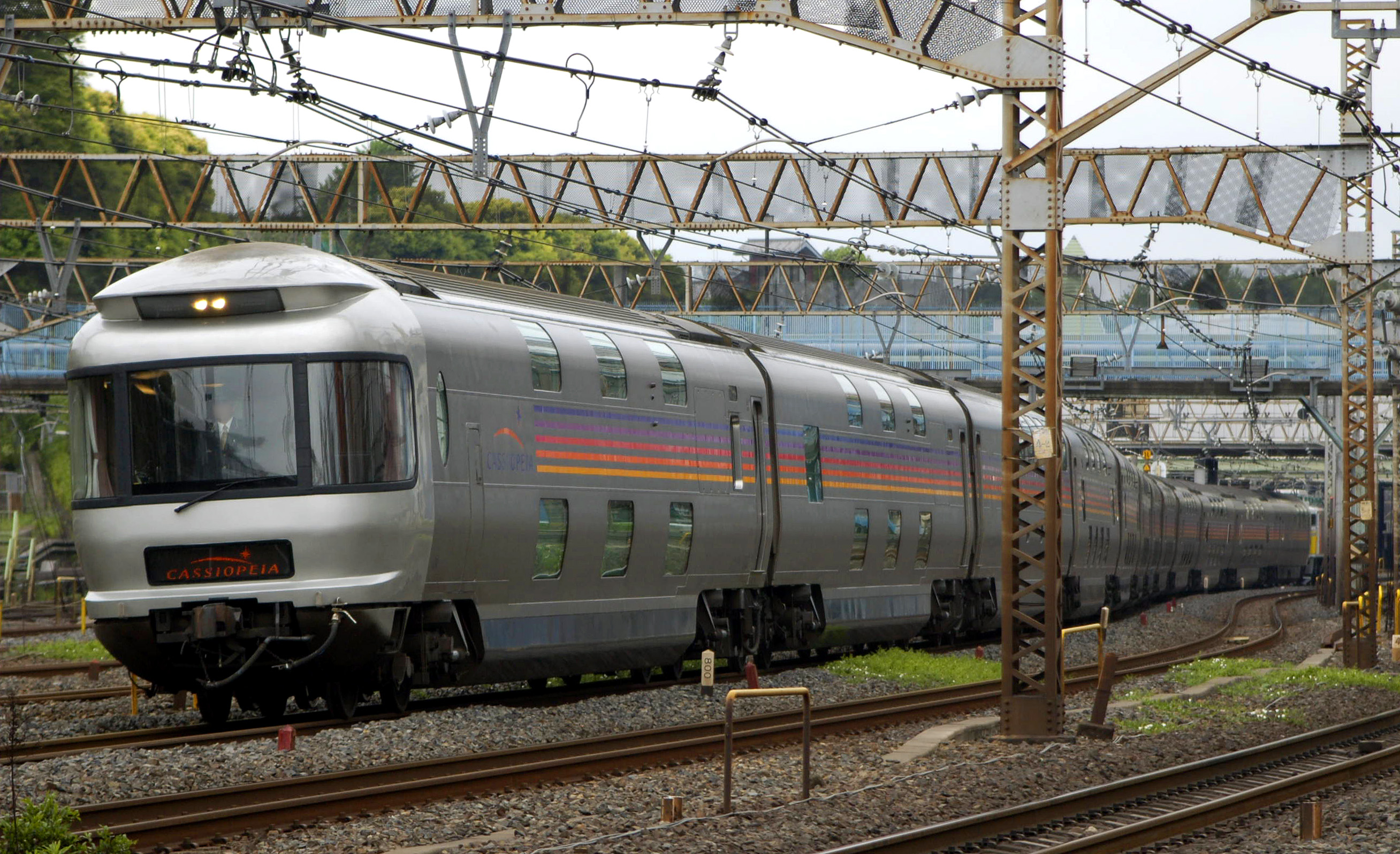
個室寝台に特化したJR東日本E26系

### （参考）近似する車両
以下の車両は明確な意味で特急形に分類される車両ではないが、特急に供する目的の車両において近似するものとして以下のものがある。
- 新幹線車両
新幹線車両については明確に分類されるものではないが[6]、その目的から広義の意味で特急形に分類される場合がある。
- 一等展望車
旧型客車については明確に分類されるものではないが、大部分は一貫して特急専用で使用された。
- 28400系・スハ33形・スハ44系
旧型客車については明確に分類されるものではないが、これらは特急用として前向きのクロスシートで製造された。なお、スハ44系は後に回転クロスシートに改造された。
- オハ34形
旧型客車については明確に分類されるものではないが、元来は特急「富士」用の三等車として製造され、ボックスシートではあるが、他の三等車より座席の間隔が広い。
- 157系電車
元来は準急形であるが、特急形に近い設備を持つため、後に特急にも使用された。
- キハ110系気動車300番台
分類上は一般形であるが、系列内の一部が特急用という位置づけで内装のみ特急仕様であり、秋田新幹線建設に伴う北上線経由の暫定的な特急列車である秋田リレー用[7]に投入され、秋田新幹線開業後は一般車への格下げを前提としていた。
- キハ40系気動車の一部
JR九州に所属するキハ40系の一部は観光特急「はやとの風」「指宿のたまて箱」「かわせみ やませみ」「いさぶろう・しんぺい」用に改造された車両がある。JR西日本においても同様に七尾線の観光特急「花嫁のれん」用に改造された車両がある。
- キハ125形気動車400番台
分類上は一般形であるが、系列内の一部が特急用という位置づけで内装のみ特急仕様であり、日南線の観光特急列車である「海幸山幸」用に投入された。なお、この車両は高千穂鉄道からTR-400形を購入し、改造、編入した車両である。
- キハ65形気動車の一部
分類上は急行形であるが、JR西日本に所属していた車両の一部は「ゆぅトピア和倉」「エーデル丹後」「エーデル鳥取」「エーデル北近畿」用に改造された車両が存在した。

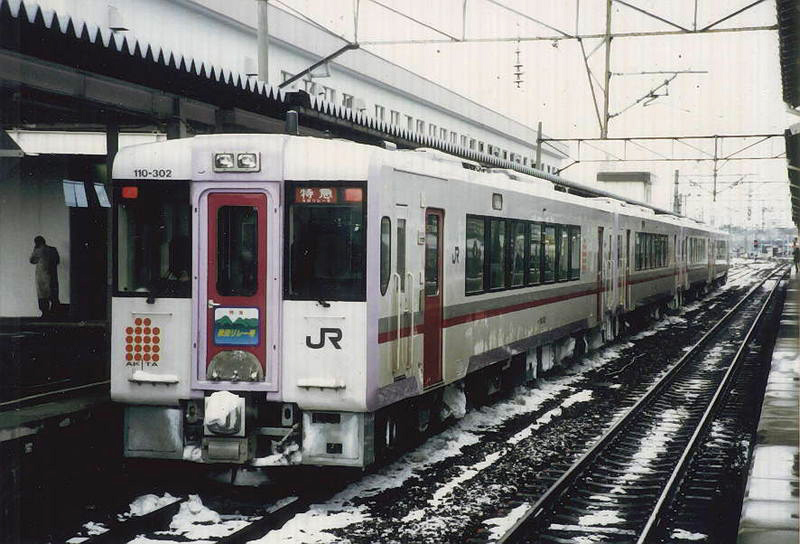
キハ110系は分類上は一般形だが、300番台は特急型に位置づけられる
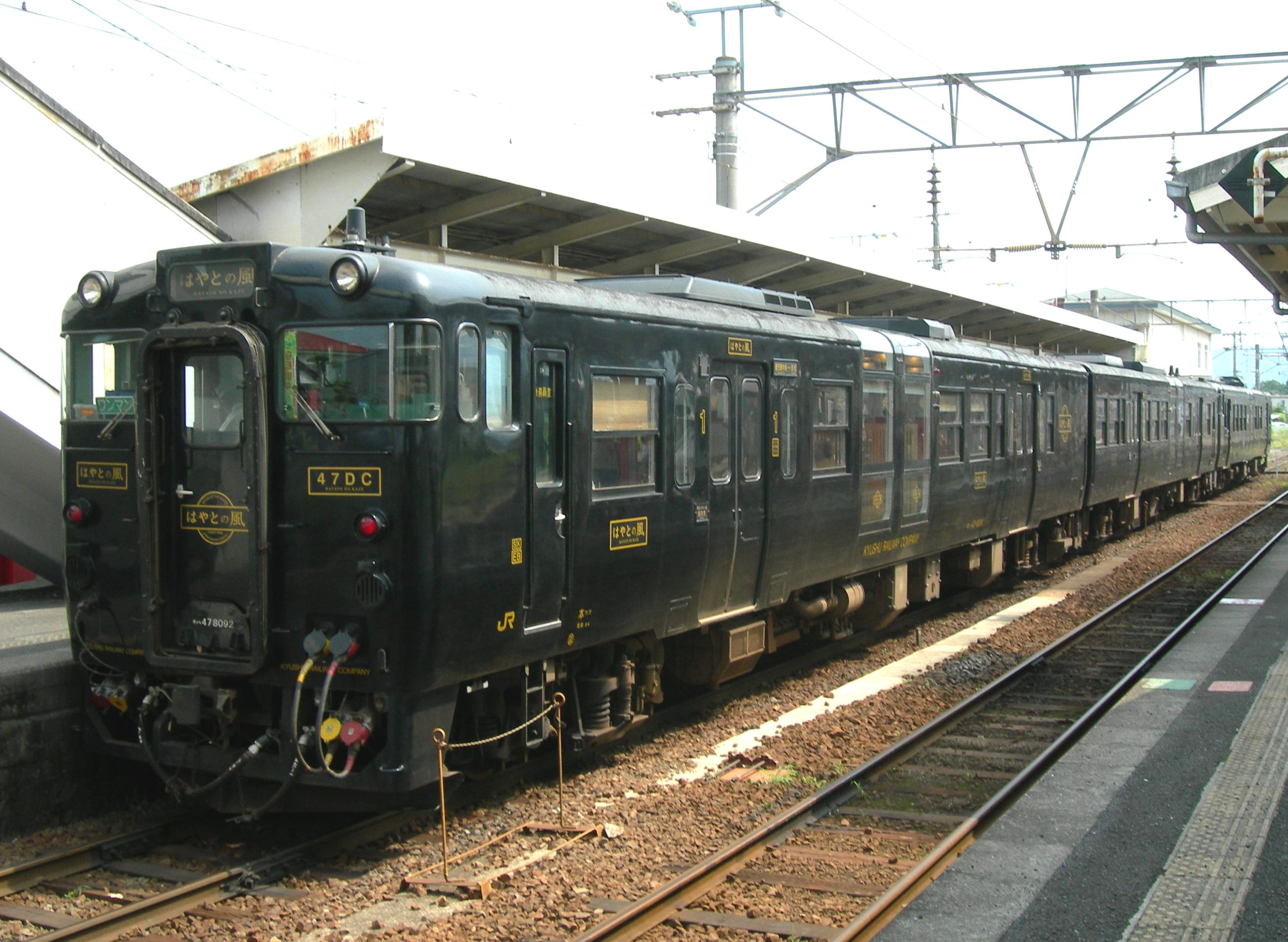
一般形から特急型に改造された「はやとの風」用キハ140形
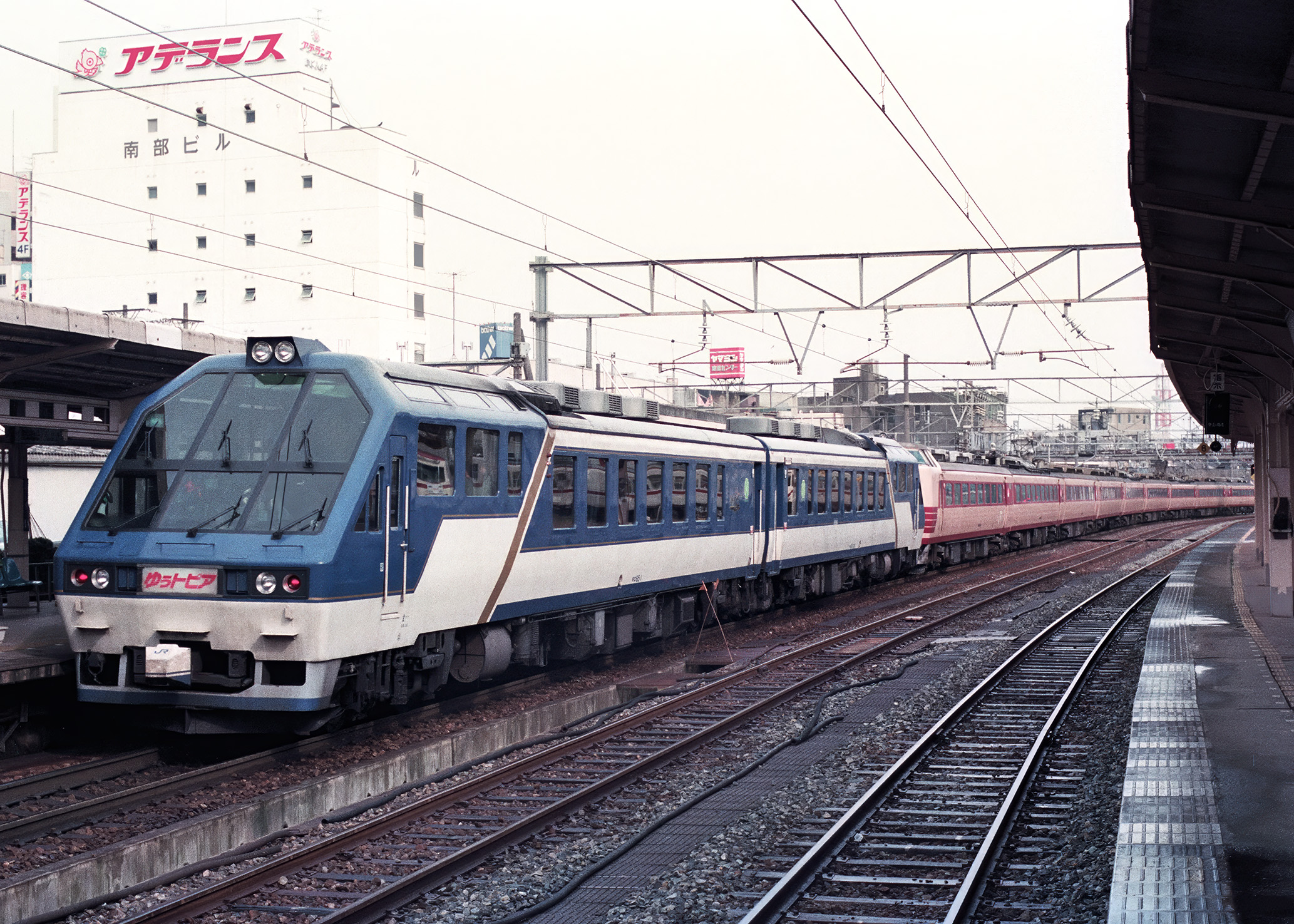
急行型から特急型に改造された「ゆぅトピア和倉」用キハ65形

## 日本の国鉄・JR以外における同種種別に供する車両

### 私鉄
私鉄においては、必ずしも有料列車を運行している会社のみが専用車両を保有している訳ではない。また、動力分散方式を以前から採用している。私鉄の特急列車は1926年に運行開始した南海鉄道（現：南海電気鉄道）が嚆矢とされるが、使用していた車両は急行にも使用していた電7系電車であり、最初から特急専用で使用していたわけではない。登場時から特急で使用された車両は料金不要車両では新京阪鉄道P-6形電車が嚆矢とされる。有料特急車両では東武デハ10系電車が嚆矢とされるが、これらは後継車両への置き換えにつれて後に一般車に格下げされている。便宜上、派生種別を専用とする車両も含めて解説している。

#### 有料特急専用車両
有料特急としては、大手私鉄では東武鉄道「スペーシア」や小田急電鉄「特急ロマンスカー」、西武鉄道「レッドアロー」、京成電鉄「スカイライナー」、名古屋鉄道「ミュースカイ」（名鉄特急）、近畿日本鉄道「アーバンライナー」（近鉄特急）、南海電気鉄道「ラピート」、の様に観光地や空港を結ぶ路線の場合にはその会社の顔として特急形車両を保有している。
大手私鉄以外では、観光地を抱える一部の地方私鉄で優等列車用に使用する車両を保有するケースが見られる。長野電鉄では日本車輌形ロマンスカーと呼ばれる車両を導入し特急運用にあたっていたが、経年を迎えたことにより小田急電鉄・JR東日本の譲受車によって置換えられ、結果としてグレードアップが計られている。
第三セクター鉄道ではJRと直通特急列車を運行している京都丹後鉄道・智頭急行・土佐くろしお鉄道が保有している。土佐くろしお鉄道はJRとの同形車を保有し、京都丹後鉄道と智頭急行は自社発注車を保有している。過去には北越急行もJR西日本681系・683系の同型車を保有していたが、2015年3月のダイヤ改正でJR西日本へ譲渡している。

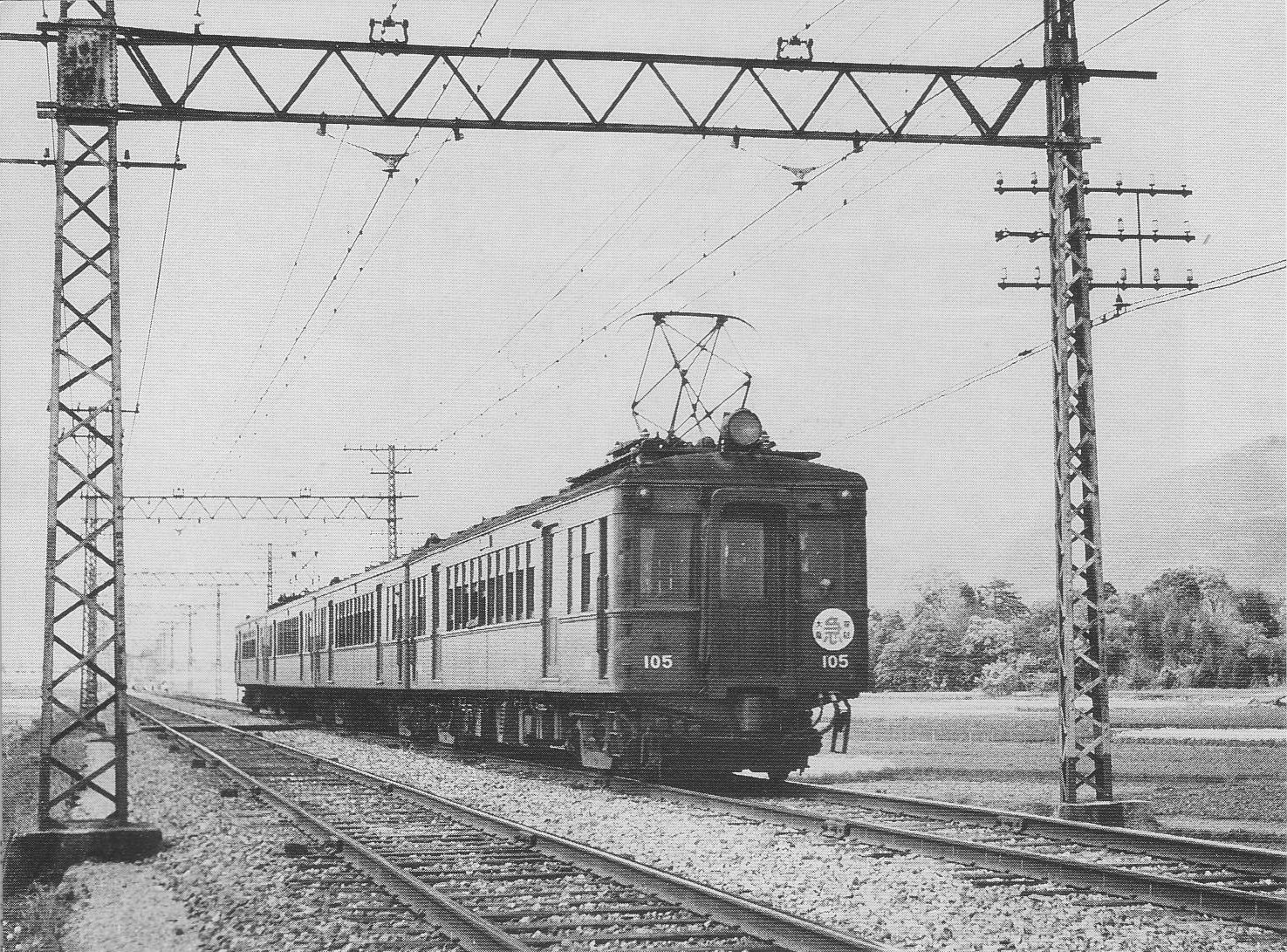
私鉄初の特急用車両とされる新京阪鉄道P-6形電車
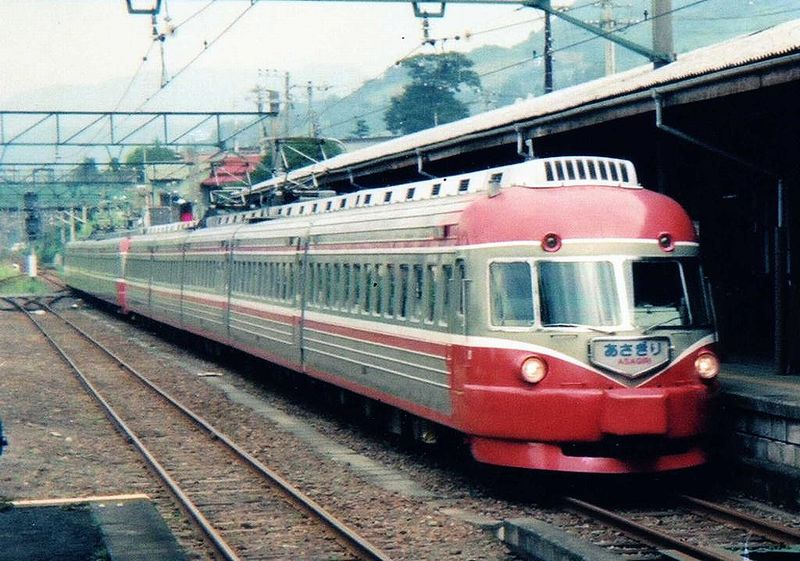
初代ロマンスカー車両の小田急3000形電車

#### 料金不要特急専用車両
阪急電鉄、山陽電気鉄道、西日本鉄道など、競合するJRなどに対抗するための列車として「特急」を運行している場合には、その他の電車に比して車内設備・高速性能が良いものを保有している場合がある。大部分の車両がクロスシート車となっている。このうち特に西鉄8000形電車（2017年に運用終了・引退）は有料特急に匹敵する居住性を有し、一部の運行の合間に他の種別で運転される例外を除き、特急以外に使用されることがなかった。ただし、これらの車両も通勤形車両や近郊形車両の一種として扱われることもある。
ただし、専用車両を有する会社でも絶対数が限られるため、ラッシュ時間帯などには通勤形の一般車（ロングシート車。以下「一般車」）が使用される場合もあり、必ずしも特急専用車で運転されるわけではない。また、料金不要の特急列車での使用を前提としているものの、ラッシュ時には追加料金を必要とする座席定員制のホームライナー的な特急列車に使用されるケースもある。
なお、一般車でありながら基本的に特急専用で充てる車両もあり、京成電鉄がアクセス特急用に導入した京成3050形電車・3150形電車がある。

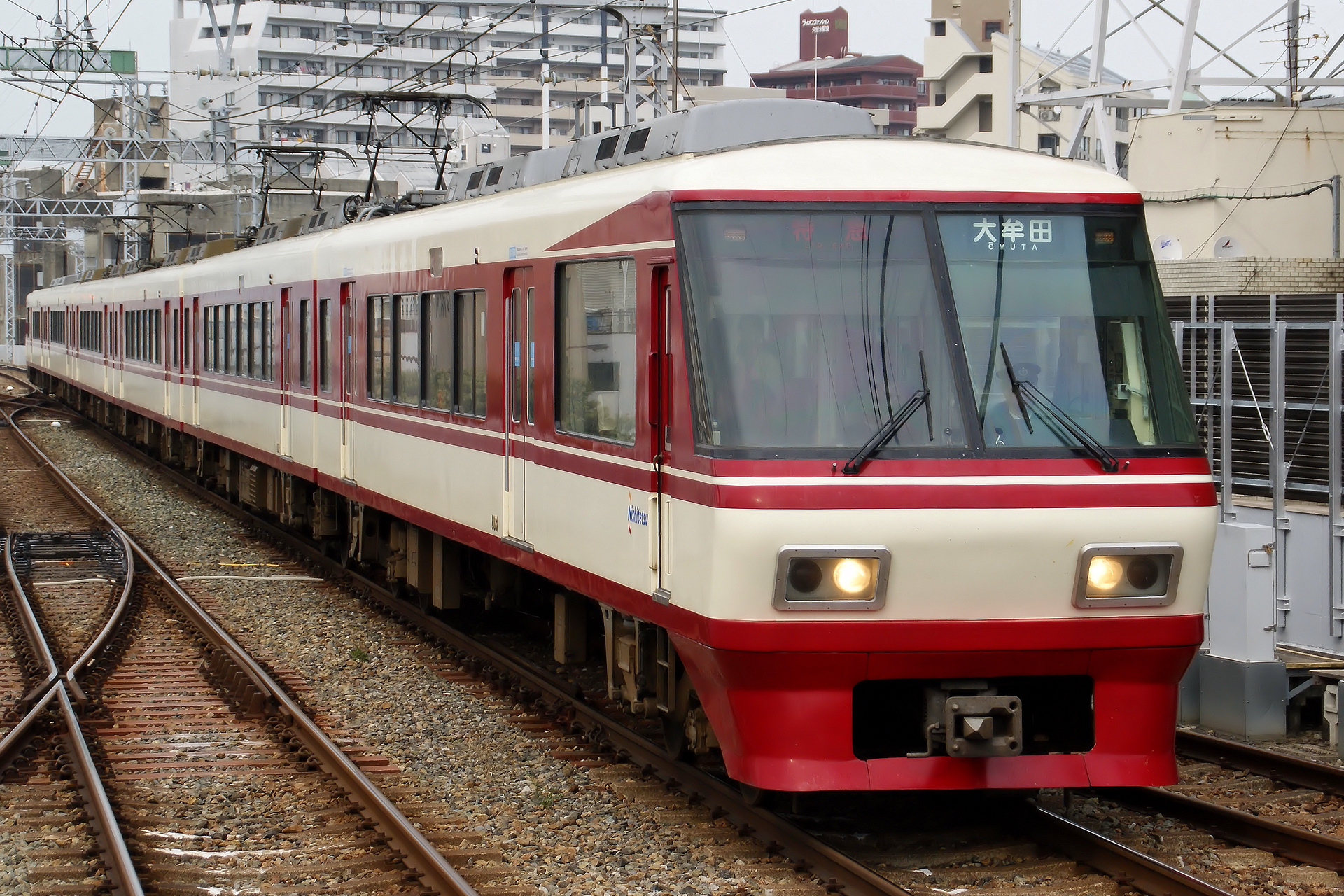
西鉄8000系は特急専用ながらも特別料金の設定がされなかった

#### 座席指定車両と自由席車両の混成
南海電気鉄道では一部指定席の特急が設定されており、指定席車のみ専用車両を使用し、自由席車には通勤形車両を使用する。一部指定席特急の「サザン」は、特急車の10000系・12000系と通勤形車両の併結運転である。
また名古屋鉄道では、名古屋本線と常滑線・犬山線・河和線・空港線で主として利用される一部特別車特急が運行されている。これは車両性能としては同一で車内設備が大いに異なるという点での差違であるが、それ故「違う車両」と認識されることがある。一部特別車特急の一般車もクロスシート（一部セミクロスシート）車になっているが、混雑時間帯などには通勤形車両が増結されることも多い。これについては名鉄特急の項も参照されたい。

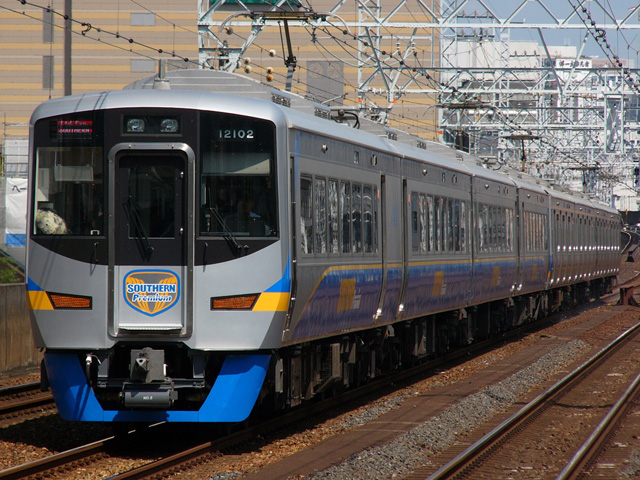
後方に通勤型車両を併結した南海12000系
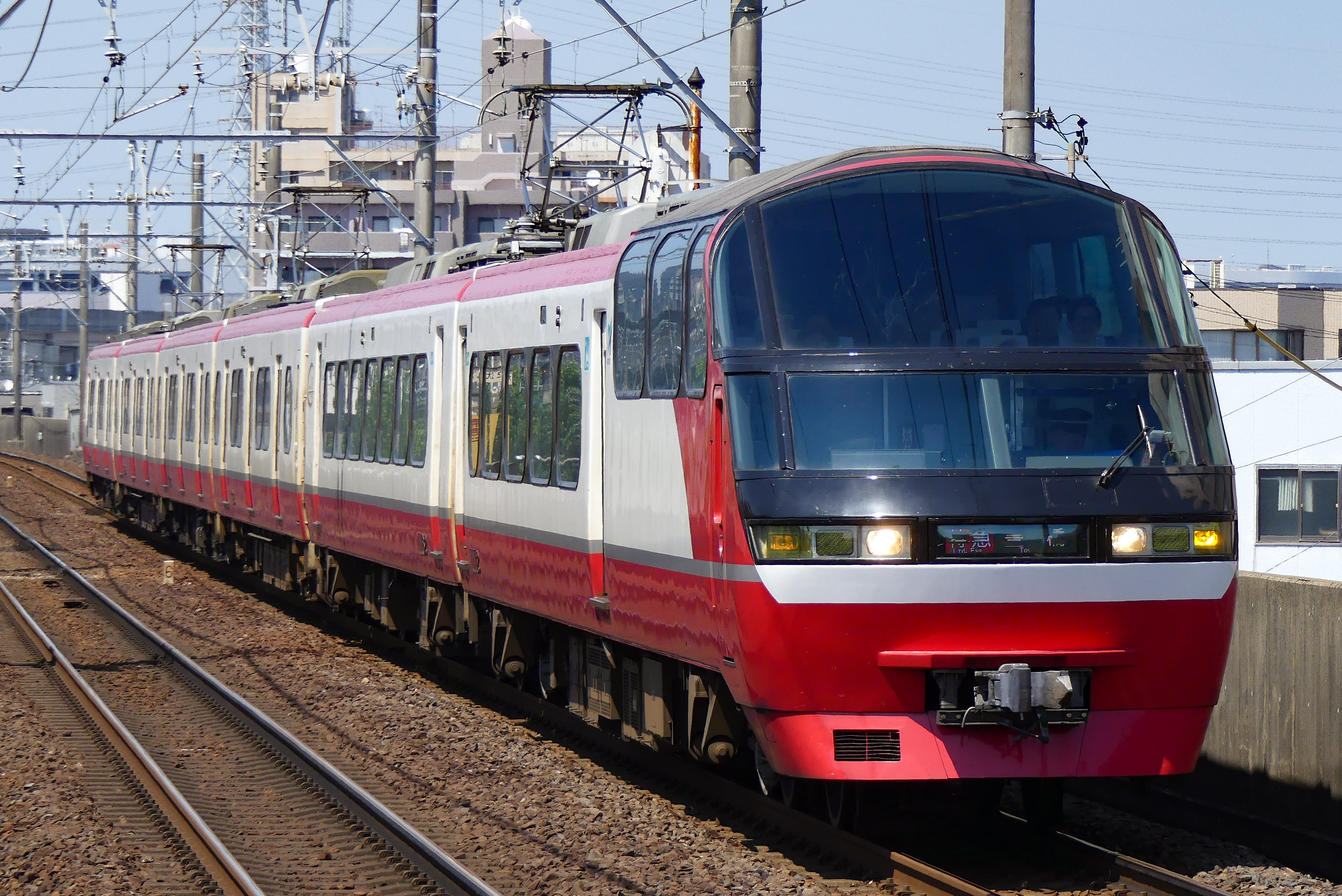
名古屋鉄道では一部特別車による特急が運行されている

#### 料金不要列車との兼用
京浜急行電鉄の快特用車両である2100形電車は、料金不要の快特のほかに座席定員制列車である「モーニング・イブニングウィング号」にも使用される。
名古屋鉄道では、1975年（昭和50年）以前に製造された車両は特急運用と着席通勤との兼ね合いから2扉転換クロスシート車が伝統的に導入され、特急には常に最新の形式が充当されていた。1982年（昭和57年）以降は白帯が入った7000系・7700系（通称『白帯車』）のみが特急列車に充当されていた。
南海電気鉄道の11001系電車（後の1000系電車）は、一部座席指定特急である「四国号」（サザンの前身）のほかに料金不要の急行列車などにも使用された。
京阪電気鉄道の8000系電車はもともとは料金不要特急車両であったが、2017年8月21日より6号車を座席指定車両であるプレミアムカーに改装して一部座席指定特急に充当している他、全車座席指定特急である「ライナー」にも使用されている。
この他に変わり種として、小田急電鉄には週末に特急を補完する列車として準特急が運行されていた時代、専用車両として両開き2扉を持つセミクロスシート車が導入されていた。このような形は現在の近郊形車両で見られる形ではあるが、当時としては異例の存在であった。また、平日には急行や各駅停車といった料金不要列車に充当されていた。

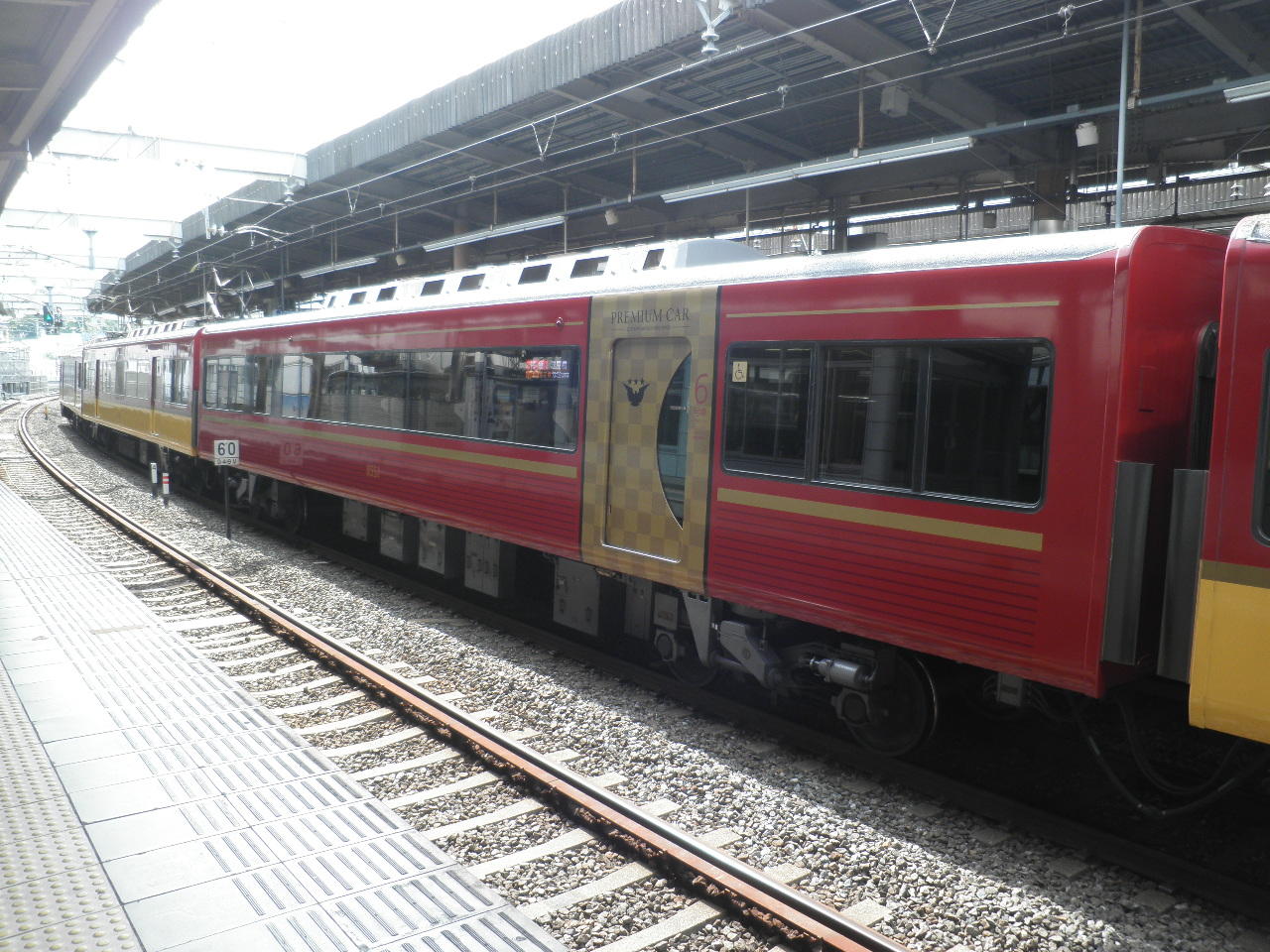
座席指定車両のプレミアムカーに改装された、京阪8000系の6号車

### 日本国外
日本国外の列車種別は日本の列車種別を厳密に当てはめることは難しいが、当項目では同種の種別で使用することを目的とした車両として解説している。

#### ヨーロッパ
ヨーロッパでは昔から日本の特別急行列車に相当する列車の運行はさかんであり、ドイツ連邦鉄道の「ラインゴルト」やフランス国鉄の「ル・ミストラル」などは専用の豪華客車によって運転されてきた。しかし1970年代以降はインターシティの登場にみられるような優等列車の大衆化が進み、特別な専用客車を利用した豪華列車は影を潜めた。
また、イタリアでは1936年以降特急列車専用の電車が相次いで製造され、特に1953年に製造されたETR300形電車は「セッテベロ」として日本にも良く知られている。その後もペンドリーノや、ユーロスターイタリア、チザルピーノなどの特急形電車を数多く製造した。
この他、ドイツ、オランダ、スイス、フランス、イタリアにはTEE列車に用いる専用の特急形電車や気動車が存在した。

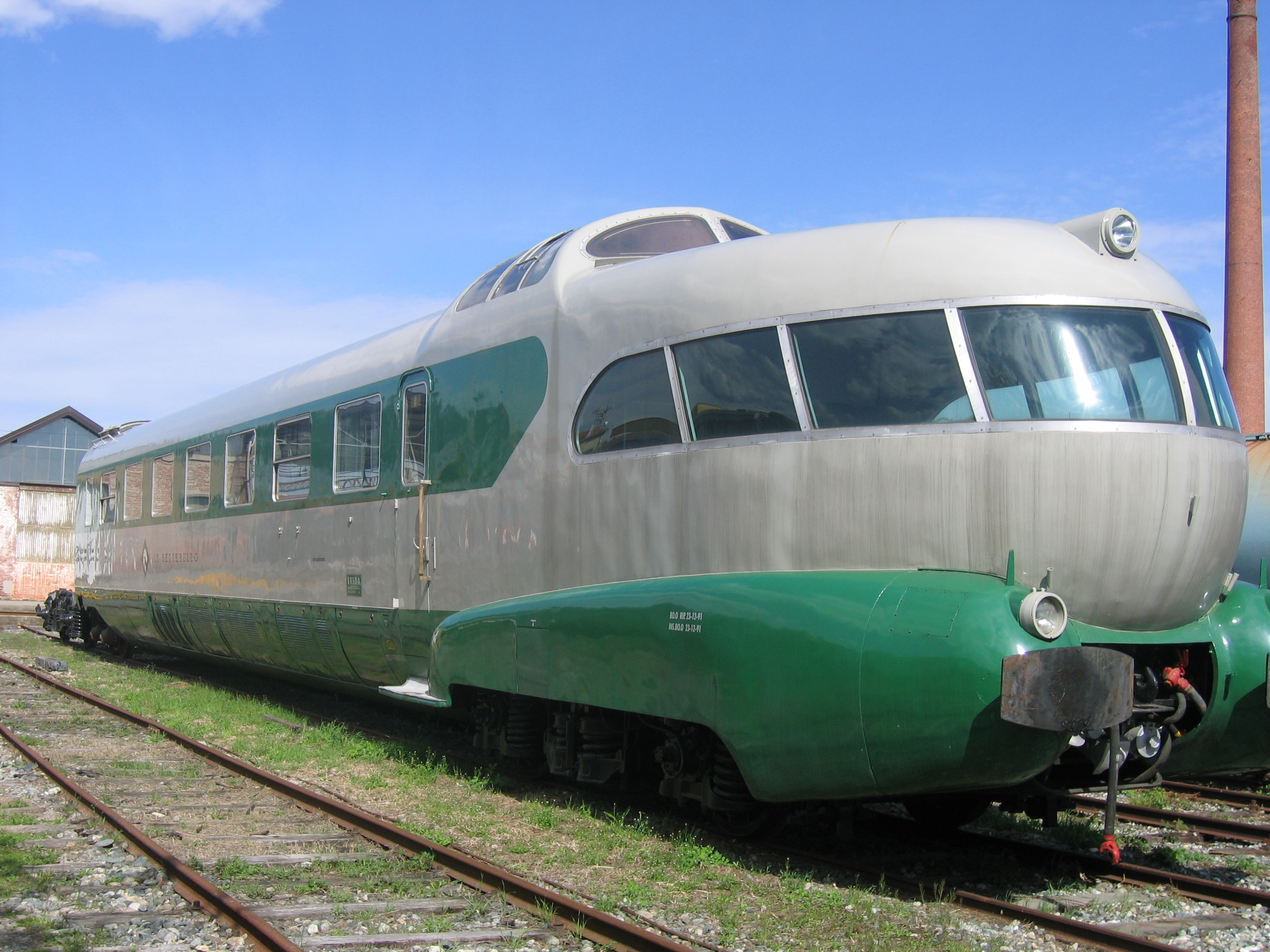
イタリア国鉄ETR300形「セッテベロ」
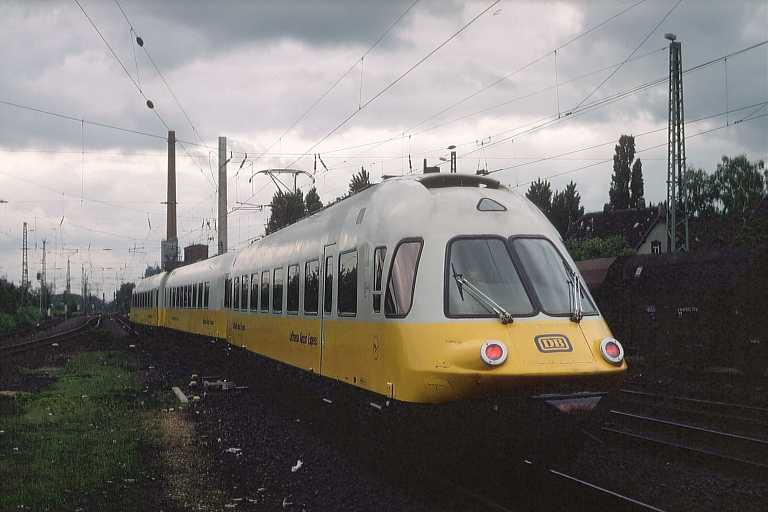
ドイツ連邦鉄道403形電車

#### 韓国
韓国の座席指定優等列車には正式な列車種別として特急は使用されていないが、セマウル号は日本の特急と同種の列車として扱われることがある。車両は機関車牽引による客車であり、2013年1月まではプッシュプル方式の気動車も存在した。客室はJRのグリーン車に相当する特室と普通車に相当する一般室があるが、一般室でも日本のJR特急のグリーン車並である。

#### 台湾
台湾では自強号は日本の特急と同種の列車として扱われることがある。車両は動力分散方式による気動車および電車、プッシュプル方式による電車がある。気動車では3両編成が基本となっている。

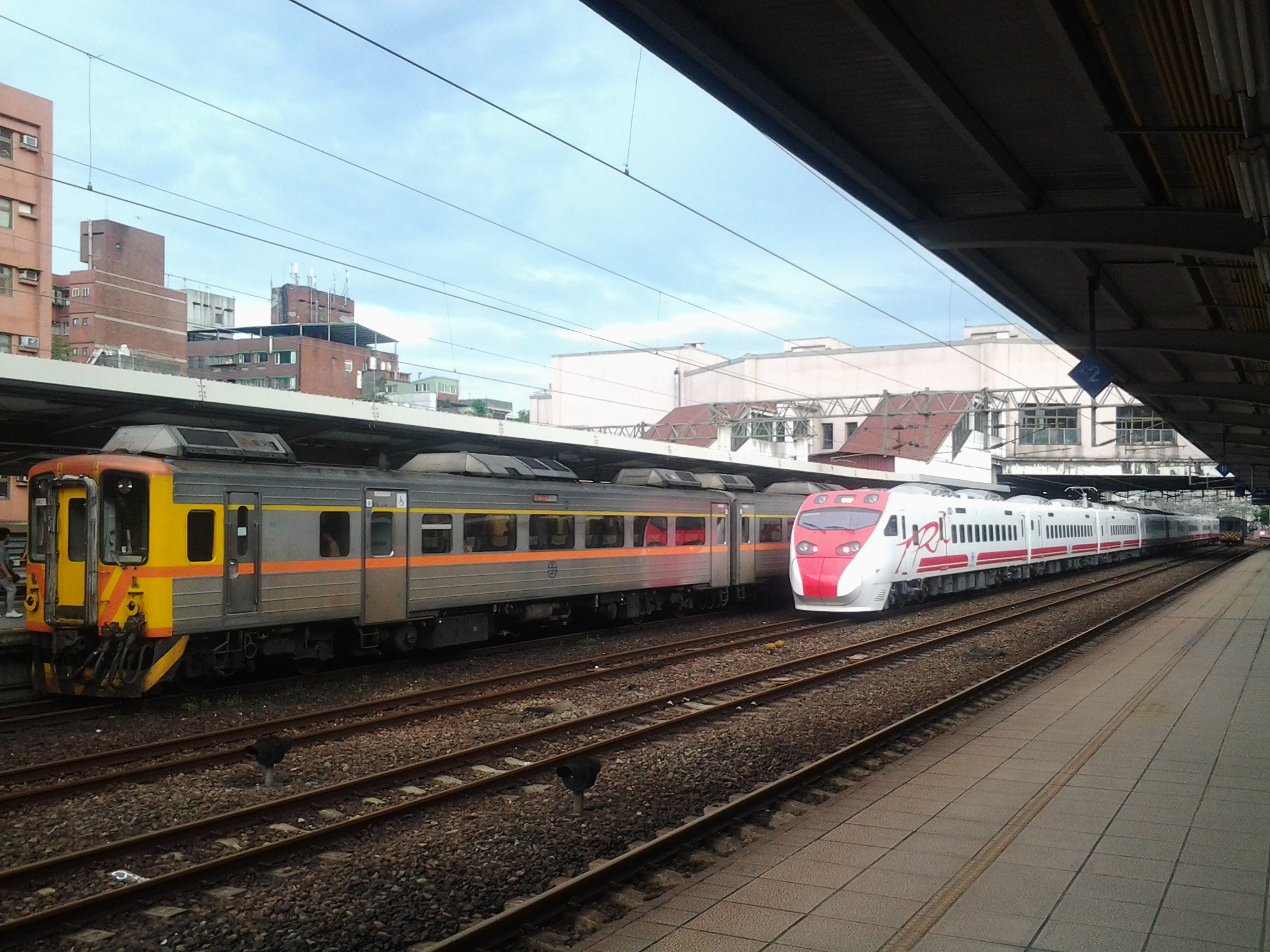
DR3100形（左）とTEMU2000形（右）

## 他用途への転用

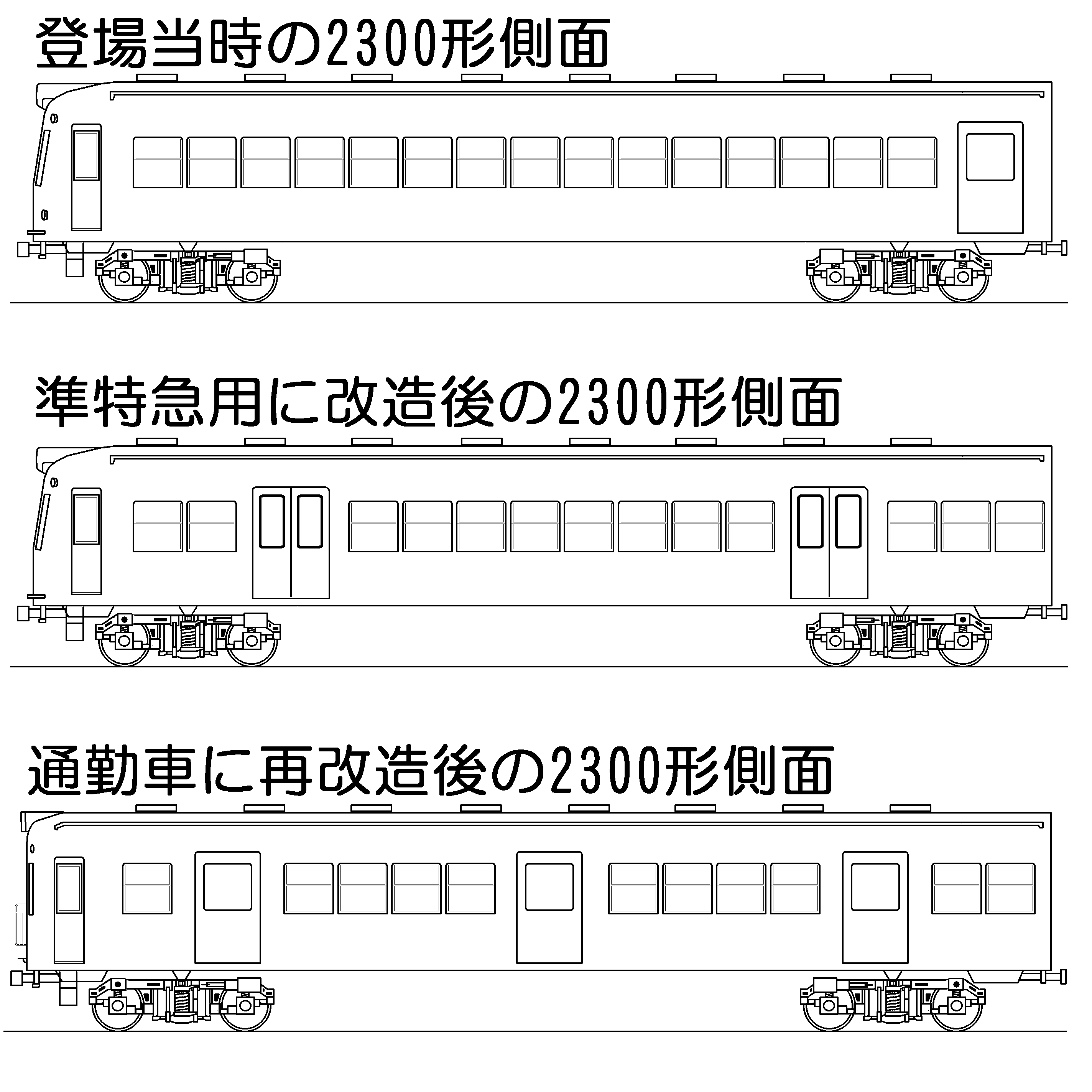
小田急2300形
元々は特急用として登場し、2度に亘って準特急用、一般車（通勤車）に格下げされた。

国鉄・JRでは寝台車については10系客車までの旧形客車が老朽化したこともあり、14系・24系客車導入で捻出された20系客車が「格下げ」の体裁で用いられ、以降20系客車の経年陳腐化による廃車からは「（特急用として）余剰」とされた14系寝台車（B寝台3段式）を用い、「居住性サービスの向上」による同15形（B寝台2段式）の運用につながる。この場合、結果的ではあるが、「標準化された」ことになる。これは国鉄の客車に対する考え方にもよるが、旧来の客車時代から行われていた施策であり、新車の投入は優等列車（特に特急列車）が優先され、後継車両への増備や置き換えなどにつれて捻出した車両は格下の種別にも使用する体裁を取っていたためである。
ほぼそのままの形での電車を充当する例では、583系が急行「立山」「きたぐに」を充当した例があるほか、JR東日本では一部の快速・普通列車に充当するケースがある。2017年現在では651系電車が常磐線いわき駅 - 竜田駅間の一部の普通列車に充当されている。過去には183・189系電車が「妙高」、485系電車が「あいづライナー」や「くびき野」に充当されていたが、ともに2015年3月14日のダイヤ改正で廃止され、充当を終了した。なお、これらの列車には指定席が設定されていた。気動車では、JR四国ではキハ185系気動車の一部が普通列車用に格下げ改造されている。
私鉄では後継車両に置き換えられた車両は一般車両に格下げされるケースがあり、中には扉の増設やロングシート化をして通勤形車両に近づけた改造を施工した車両もあった。性能や設備が劣る有料特急黎明期の旧型の特急車両で見受けられたが、料金不要特急を多く運行している京浜急行電鉄、阪急電鉄、京阪電気鉄道、西日本鉄道では高性能車であっても格下げ改造された車両が存在した。しかし、一般車両への格下げ改造は扉の増設などはコストが大きく、2000年代以降は一貫して特急専用で使用する方針に転換しつつあり、格下げ改造するケースは減少する傾向にあるが、阪急6300系電車は扉を増設することなく、座席の一部をロングシート化・クロスシート部を横2列+1列化するなどの改造で、観光路線でもある嵐山線の普通列車用に転用している。
変わり種として本来の特急形車両登場後に格下げを前提とした車両も存在した。この種の車両では前述のJR東日本キハ110系気動車300番台や小田急2300形電車、「開運号」用として製造された京成3200形電車3290番台などが挙げられる。
昭和30年代以降に製造された有料特急形車両は速達性や快適性だけでなく、デザインも重視されるため、一般車両への格下げを原則として行わない設計となったが、JR東日本や近畿日本鉄道のように団体列車用に転用されたケースや、京成電鉄や名古屋鉄道、近畿日本鉄道では車体載せ替えや機器流用で通勤形車両に改造されたケースもある。
また、これらとは逆に近鉄680系電車および6200系電車→16200系電車のように一般車両から特急形車両に格上げされた車両も存在する。

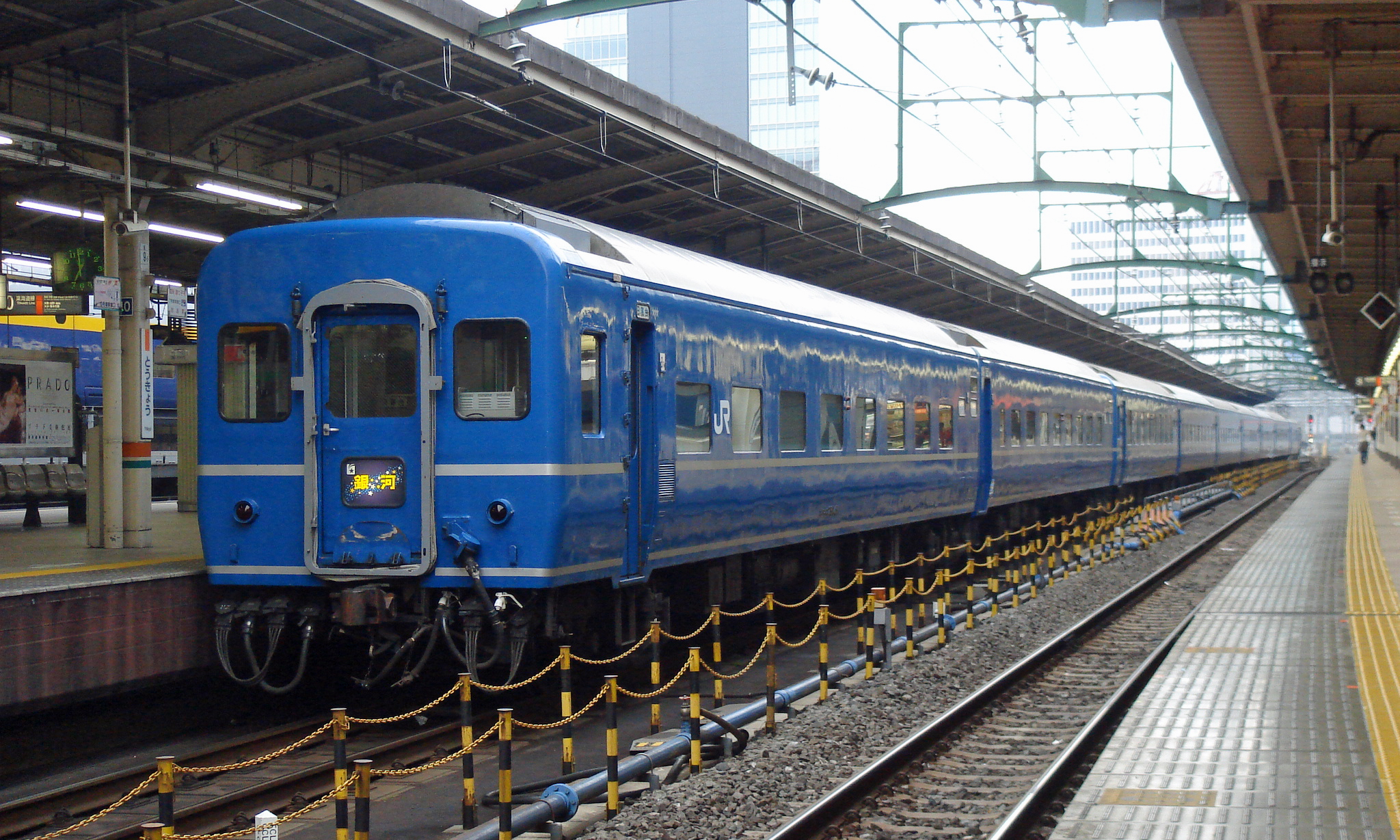
特急型客車ながらも急行「銀河」に使用されていた24系
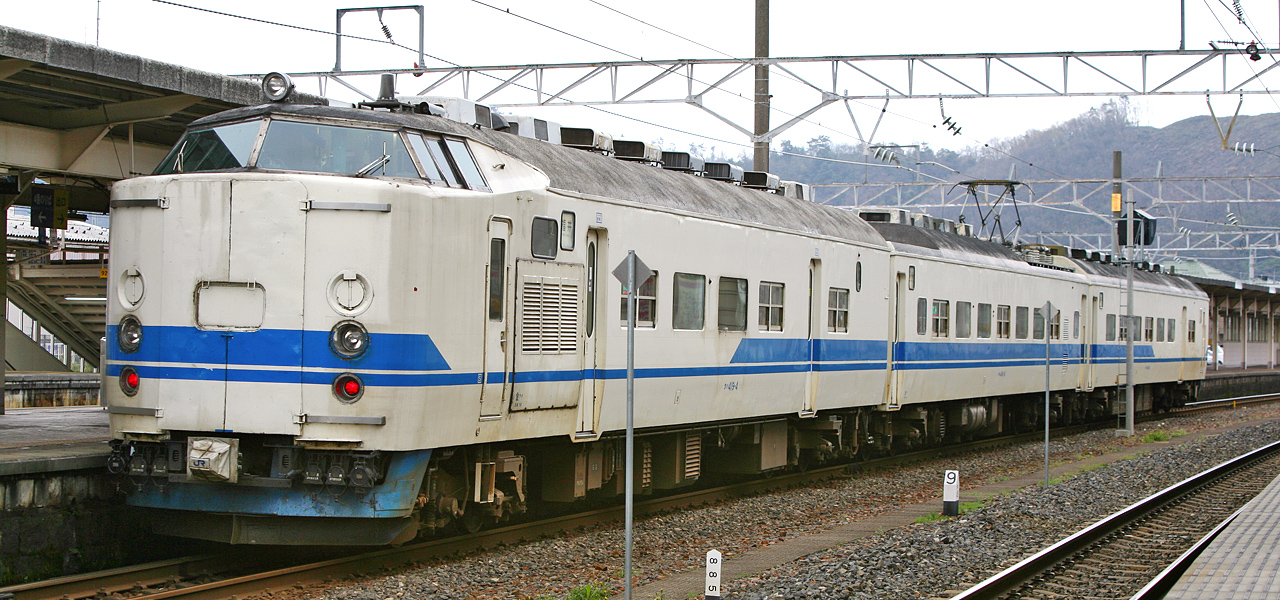
特急型から一般型へ改造された419系
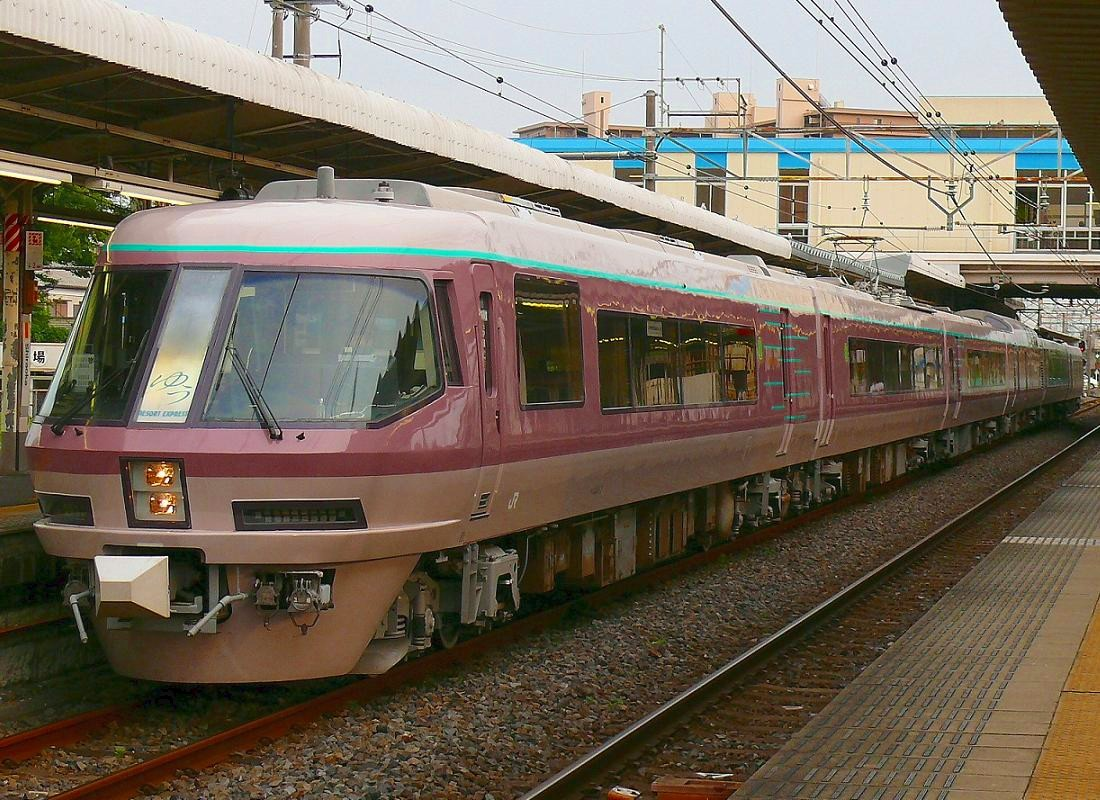
特急型からジョイフルトレインへと改造された485系「リゾートエクスプレスゆう」
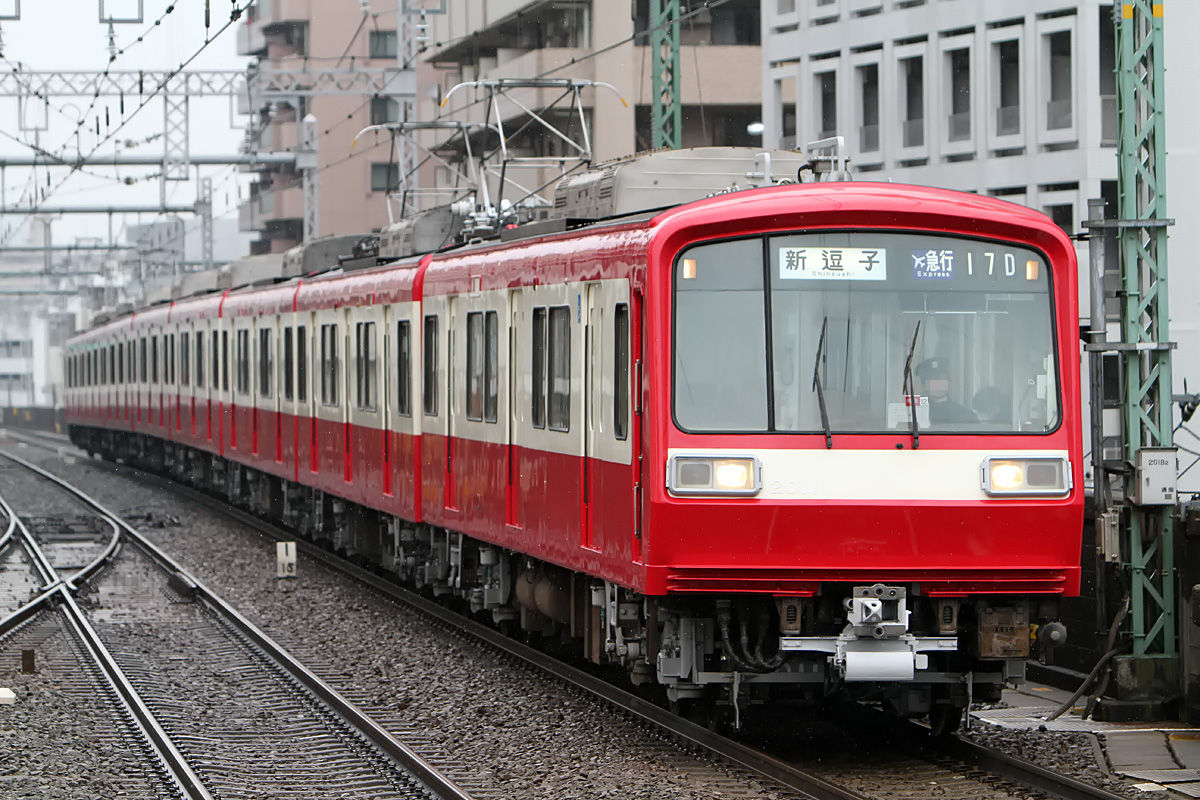
格下げ改造後の京急2000形。車体中央に扉を増設している
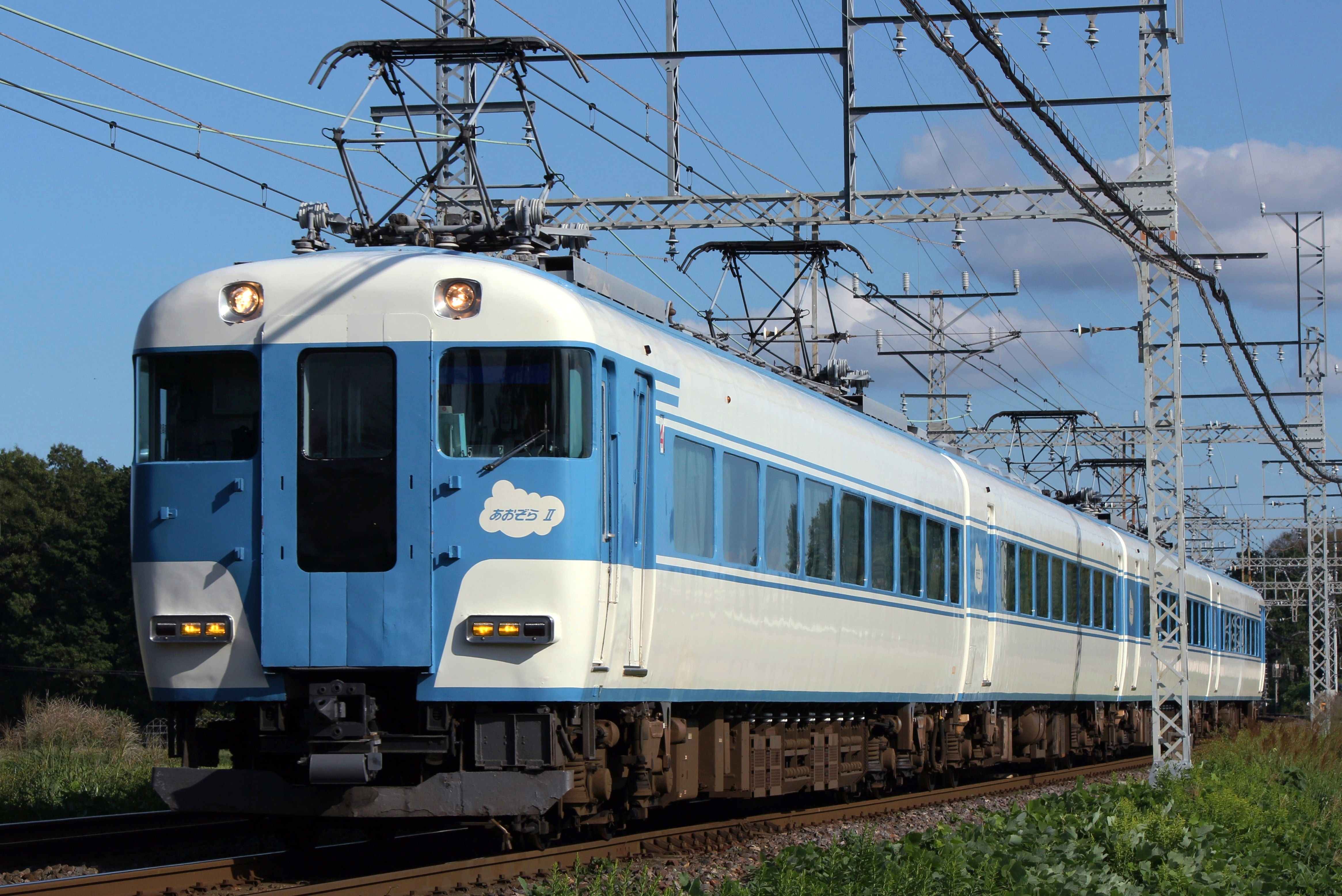
団体用に転用された近鉄15200系

## 陳腐化への対処
特急形車両は車両の性質上、高速運転と快適性を要求されるため、時代とともに変化し、10数年も使用すれば陳腐化する。また、高速・長距離運転を行う性質上、老朽化を進行させやすい。
陳腐化に対処するために大規模な車両リニューアルが行われた車両もあり、有料特急形車両ではJR東日本485系電車3000番台や近鉄30000系電車などが挙げられる。
変わり種としては東武1700系電車は後継形式である1720系電車に比べて見劣りしていたため、1720系電車と同一の車体に乗せ換えた事例がある。料金不要特急形車両においては10数年ごとに新車を投入し、捻出した車両は前述のとおり一般車両への格下げする傾向があったが、こちらにおいても昨今では一貫して特急専用で使用する方針に転換しつつある。
京阪電気鉄道では1900系以前の特急形車両は後継車両の登場につれて一般車格下げ改造を行っていたが、3000系（初代）以降の特急形車両は一貫して使用する方針に転換した。しかし3000系は後継車両である8000系に比べて見劣りが否めず、経年が若いながらも1編成を残して廃車となった。残った1編成は大規模なリニューアルを施し、2008年に8000系30番台に編入され、2013年まで使用された。後継車両である8000系は2008年から座席の一部をロングシート化・テレビの撤去などのリニューアルが行われ、2011年までに全車完了した。
その一方でJR東日本E351系電車、京成AE100形電車、小田急50000形電車のように他用途に転用されたり大規模なリニューアルがされることなく、経年が若いながらも廃車となる車両もある。

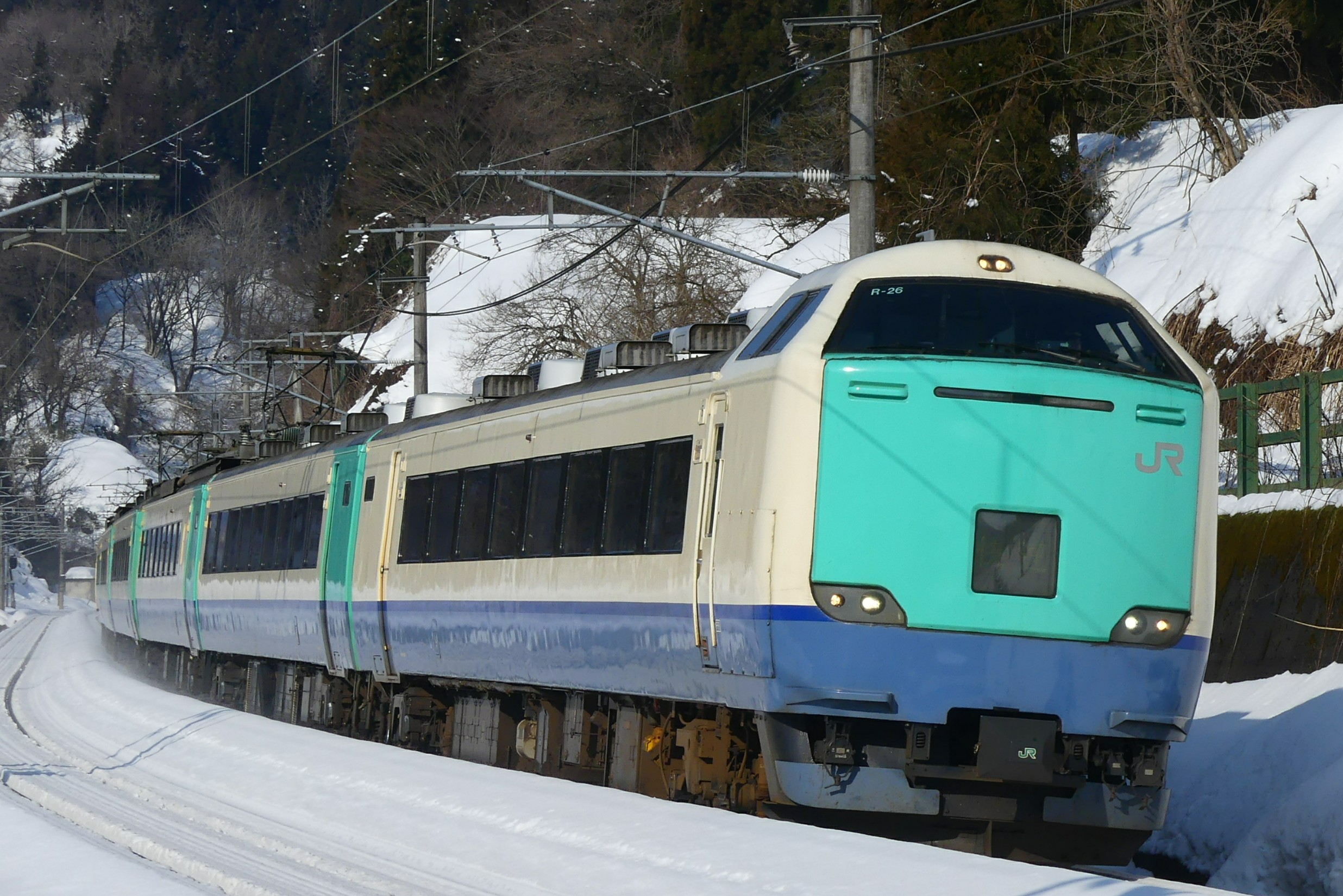
大規模なリニューアルが行われた485系3000番台